# Esclavitud

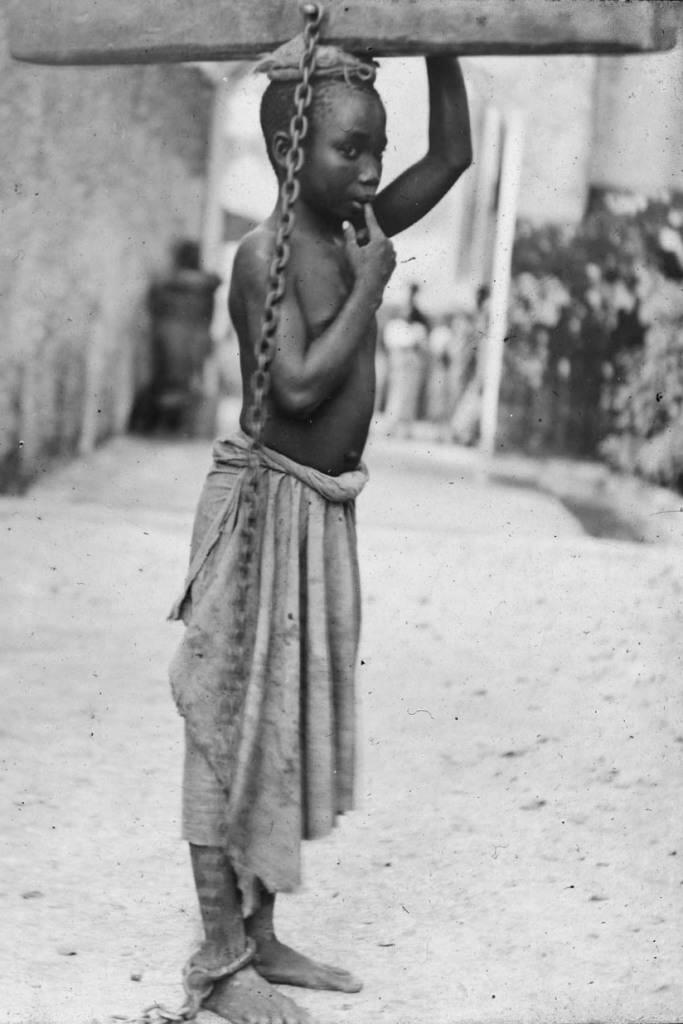
Fotografía de un joven esclavo en el Sultanato de Zanzíbar, en África. ‘Patrón árabe castiga por una ofensa de poca monta' c. 1890.

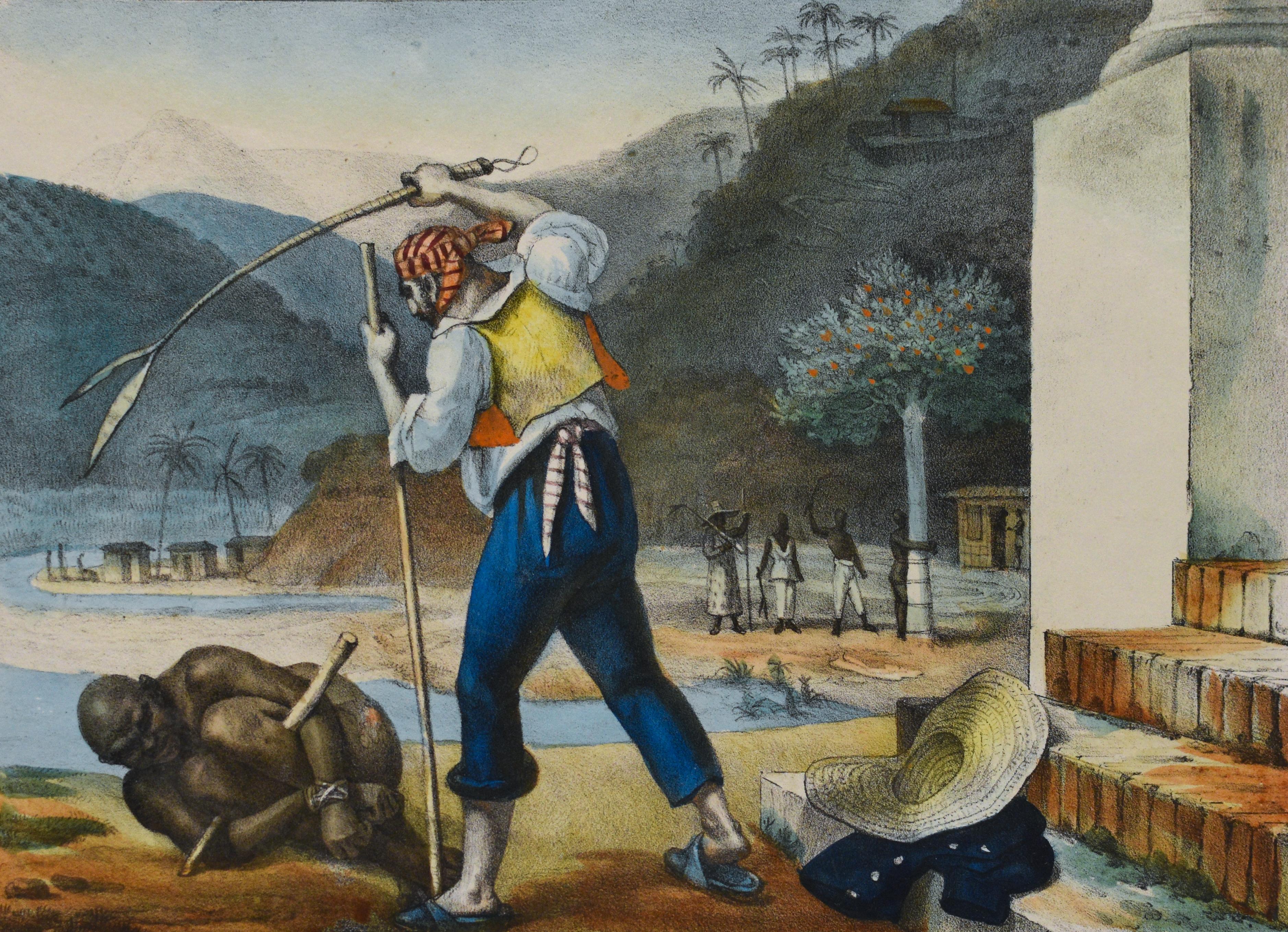
La esclavitud en Brasil, de Jean-Baptiste Debret.

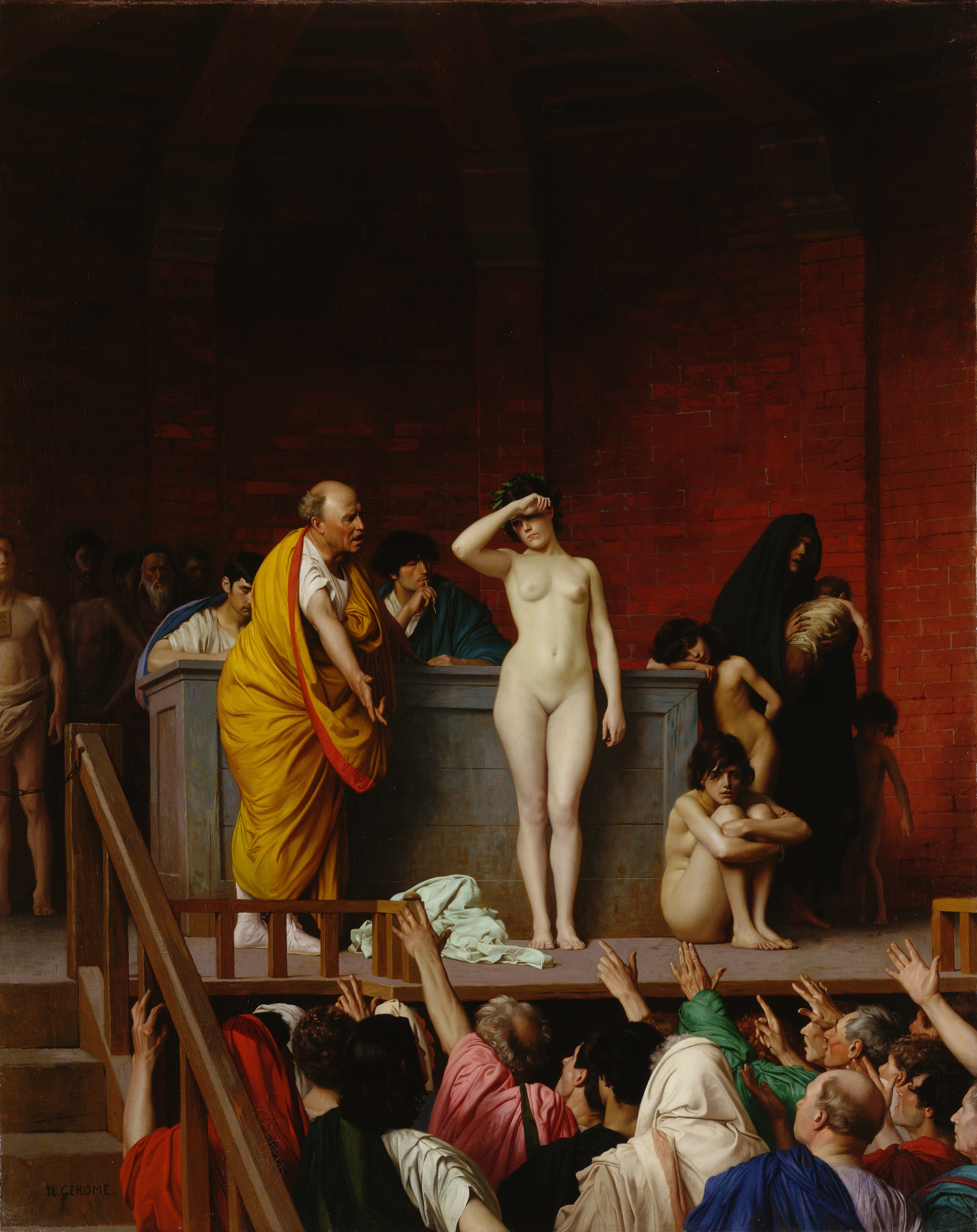
Mercado de esclavos en la antigua Roma, por Jean-Léon Gérôme

La esclavitud es la posesión de una persona como propiedad. La esclavitud se refiere, en particular, al «estado de una persona sometida a servidumbre forzosa» por otros. A diferencia de términos similares como cautiverio o servidumbre, el término esclavitud enfatiza la idea de control total sobre la vida, libertad y fortuna de una persona por parte de un propietario o amo. Es posible nacer esclavo y, por ejemplo, la mayoría de los esclavos del Egipto musulmán del siglo IX eran hijos de esclavas.
La esclavitud se remonta a la Edad Antigua, aunque no de forma equivalente en todas las civilizaciones. Parece que su origen histórico proviene de la práctica de aprovechar como mano de obra a los cautivos en las guerras, como alternativa a otra posibilidad también usual, ejecutarlos. También fue la suerte de algunos pueblos conquistados. Otra vía para llegar a la condición de esclavo era la esclavitud por deudas o apremio individual. Entre los indígenas del norte de América la esclavitud puede datar desde 1500 años a. C. El florecimiento cultural de la Atenas de Pericles o de la Roma clásica estaba fundamentado en una economía basada en la fuerza de trabajo esclava. Aristóteles sostuvo que la esclavitud es un fenómeno natural. En Europa, con la transición del esclavismo al feudalismo, a partir de la crisis del siglo III, la mayor parte de la fuerza de trabajo ya no era esclava, salvo en sitios como Al-Ándalus, donde seguían siendo la principal mano de obra. No obstante, la esclavitud no desapareció, y se mantuvo como una condición social más o menos marginal, durante toda la Edad Media y toda la Edad Moderna, cuando los bereberes del norte de África esclavizaron 1.25 millones de europeos y americanos entre 1500 y 1800, y renovándose en Occidente durante la colonización de América. La esclavitud en Asia continuó sin mayores cambios hasta los siglos xix y xx.
La lucha contra la esclavitud costó muchas vidas. El saldo de las tres guerras serviles en Roma (135 al 71 a. C.) es de al menos 170 000 esclavos caídos en batalla o ajusticiados posteriormente; la guerra de Secesión que acabó con la esclavitud en los 11 estados de Estados Unidos donde era legal la misma (de un total de 33 estados en 1861) consumió al menos 580 000 vidas entre los combatientes no afro-desdencientes.
El Día Internacional del Recuerdo de la Trata de Esclavos y de su Abolición se celebra el 23 de agosto; el Día Internacional para la Abolición de la Esclavitud se celebra el 2 de diciembre. En la Iglesia católica, el Día contra la Trata de Personas es el de la patrona de las víctimas de la esclavitud, Santa Bakhita, quien fue esclava en África entre 1877 y 1885.
Los tratados internacionales contemporáneos (Convención sobre la Esclavitud, 1926) prohíben la esclavitud, que se considera como un crimen contra la humanidad. No obstante, sigue existiendo arraigada culturalmente en ciertos países (India, Sudán, Mauritania) y ha reaparecido en otros bajo ciertas condiciones excepcionales, como es el caso de la mano de obra infantil esclava en el Sudeste asiático o determinados tipos de prostitución en todo el mundo.

## Difusión de la esclavitud
Históricamente la esclavitud ha sido un estado común de los humanos, alcanzando entre el 50 y 70% de la población de Corea antes del s. xvii; el 50% de muchas sociedades africanas; el 20% de muchos pueblos musulmanes; entre 10 y 20% de los indígenas del noroeste de América; 30% de la Grecia clásica; entre 10 y 20% de la Italia romana; al menos entre 12 y 15% de los yanomanos del Amazonas, más del 40% entre otros amazónicos; entre 10 y 30% los isleños del sudeste asiático; y del 5 al 25% de los pueblos ingleses previos a la conquista francesa de 1066.
El historiador Seymour Drescher afirmó que “la libertad, no la esclavitud, ha sido la peculiar institución”, subrayando que las sociedades libres son inusuales.

### La mujer y la esclavitud
Había esclavistas africanas entre los siglos XVII y XIX en gran parte de la costa del África occidental, en sociedades del poniente del Sudán (hoy Zaire), en Mozambique, y en Mombasa. La mayoría de estas esclavistas eran mulatas; los ingleses las llamaban mulatresses y los holandeses tapoeyerinnen, pero otras eran las esposas, concubina o viudas africanas de europeos. Algunas de estas africanas poseían grandes cantidades de esclavos; algunas se dedicaban a la compraventa de esclavos. Se cree que las esclavistas poseían más esclavas que esclavos; entre los beneficios estaría su capacidad reproductiva, ya que las criaturas de las esclavas quedaban propiedad de las esclavistas. No hay motivos para creer que las esclavistas tratasen mejor a sus esclavos que los esclavistas; un documento de 1621 detalla cómo una anciana a quien los holandeses regalaron dos esclavos decapitó a uno al encontrarlo en ocio.
Entre 1856 y 1861, mujeres fueron la tercera parte de los vendedores o compradores de esclavos en Nueva Orleans; en 1830, dichas esclavistas eran el 16%.  Otra medida del alcance de la difusión de las esclavistas es que, en los EE. UU., entre 1853 y 1860, en el 12% de los anuncios donde se ofrecía recompensa por la captura de esclavos prófugos, se trataba de dueñas.  La historiadora Stephanie Jones-Rogers de la UCLA Berkeley alega que algunas esclavistas estudiaban las fluctuaciones de precios del mercado, iban a las subastas, y regateaban los precios; y que las leyes les permitían poseer y azotar a los esclavos independientemente de sus maridos.
Las esclavistas parecen haberse involucrado aún más cuando de esclavas se trataba: entre 1856 y 1861, el 40% de la compraventa de esclavas era conducida por mujeres.  Según el economista Trevon D. Logan de la universidad estatal de Ohio, era una decisión estratégica: al procrear las esclavas, aumentaba el número de esclavos de las esclavistas.
En 2025, Lydia Mugambe, una juez de las Naciones Unidas, fue arrestada por violar la Ley de Esclavitud Moderna de Inglaterra, y posteriormente fue declarada culpable de esclavizar a otra africana en Oxfordshire.

## Historia

### La esclavitud en la Antigüedad

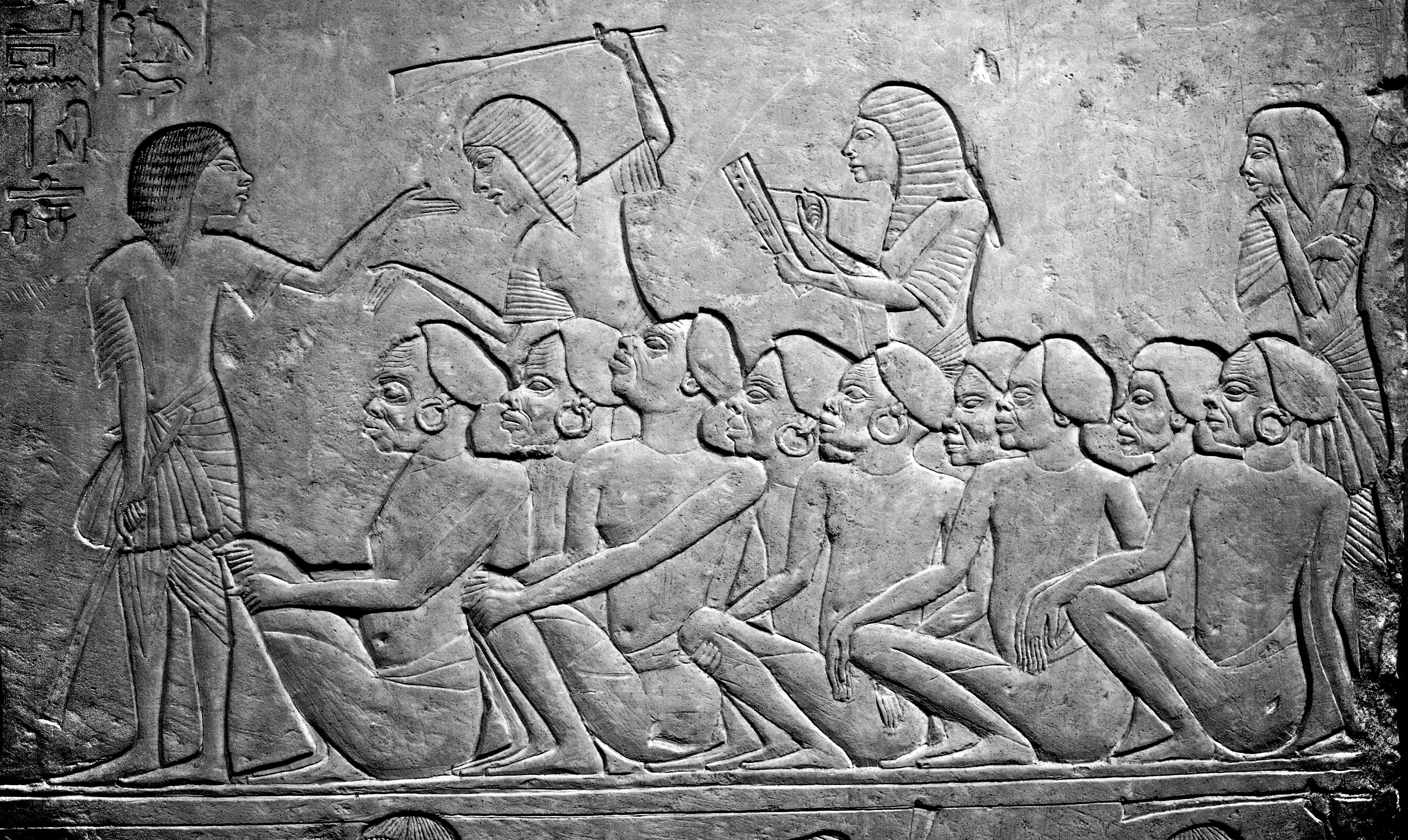
Antiguo Egipto

Los primeros escritos en los que se tiene constancia de la presencia de esclavos en una gran civilización es en Mesopotamia durante la época sumeria, si bien muy limitada. En el Antiguo Egipto un número de esclavos suficiente como para tener cierta importancia social se dio solamente en algunos períodos, especialmente en el Imperio Nuevo. Sus rivales, los hititas, esclavizaban a los prisioneros de guerra, situación común entre muchas sociedades antiguas: muchos esclavos provenían de las conquistas. En Roma, también eran recogidos por los traficantes de esclavos los niños abandonados, por ejemplo, en la puerta de las casas, cuando el pater familias no quería reconocer su paternidad, ya que él poseía el poder del «ius exponendi». Un hombre libre también podía convertirse en esclavo para tener que pagar una multa por haber cometido algún delito.
Se debate si las culturas mesoamericanas, que conocían la rueda, no llegaron a emplearla con fines utilitarios a causa de una sobreabundancia de esclavos.

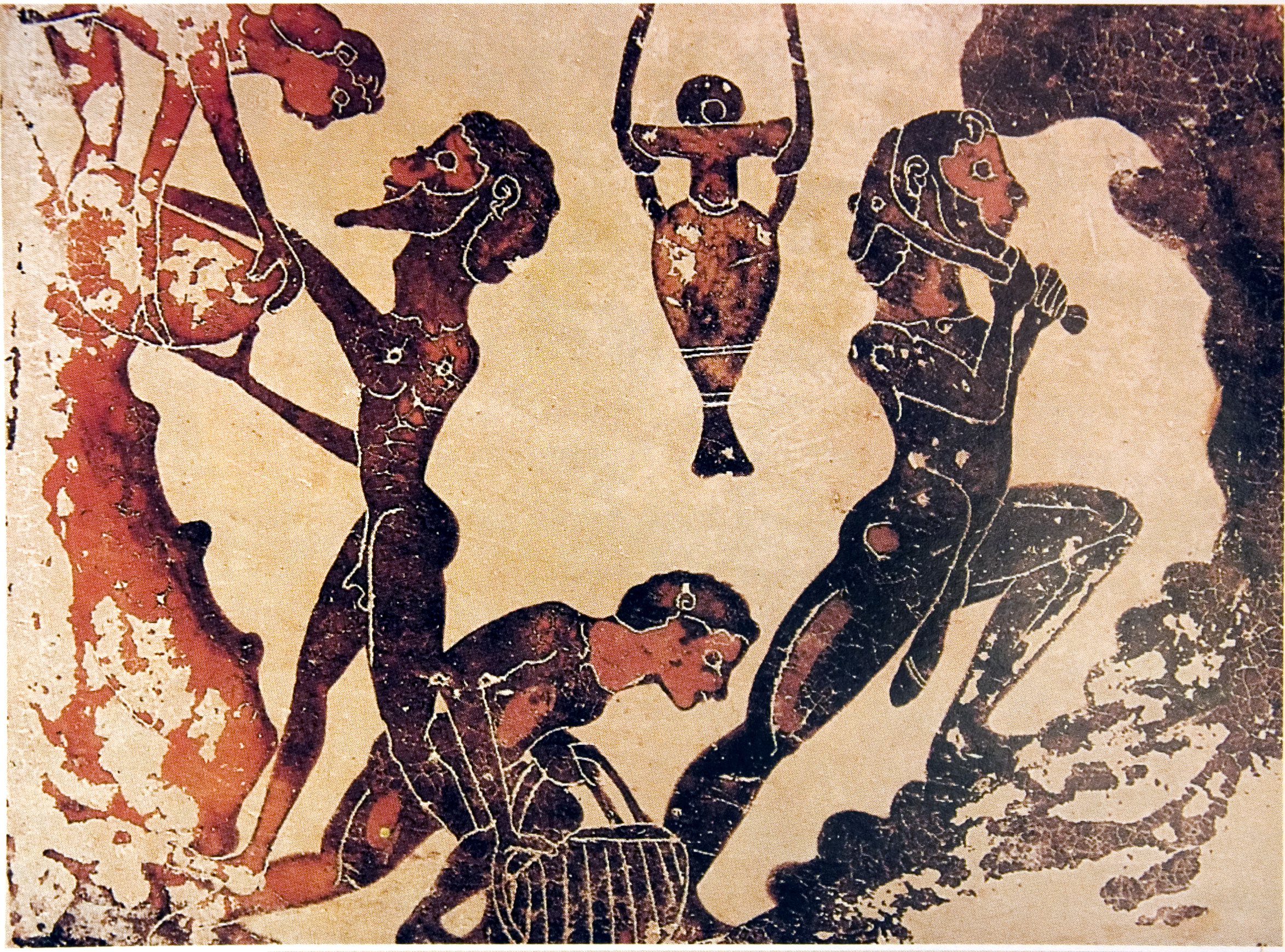
Antigua Grecia

La esclavitud como práctica social y económica fue usual en la antigüedad greco-romana. El estatus social y el papel de los esclavos era considerado inferior, sin valor o inexistente en relación con una persona libre. La sociedad de la Antigua Grecia tenía fundamentada filosóficamente la esclavitud que, para Aristóteles era la garantía indispensable para que los hombres libres pudieran dedicar su tiempo a la política y buen gobierno de la ciudad. En la Antigua Roma la práctica de la esclavitud se regula, en algunas ocasiones al mínimo detalle, estableciéndose la manumisión como fórmula de liberación de los esclavos, siempre con causa. Del siglo V a. C. al siglo I es la época de mayor implantación y extensión de la esclavitud. Las guerras de conquistas emprendidas por la República romana significaron la adquisición de numerosos esclavos.
Estos protagonizaron tres guerras serviles y la última fue la más sangrienta (la de Espartaco). Durante el Imperio romano empieza a remitir sobre todo por el agotamiento de las fuentes tradicionales de suministro de nuevos esclavos como resultado de la finalización de la expansión territorial romana (siglo I).
La noción de esclavitud, en la Antigua Roma, designaba las condiciones sociales más dispares. Un esclavo podía ser, tanto un criado o sirviente como el ministro de Economía del emperador, el profesor de griego y latín de los hijos de un legislador romano como un gladiador.
Los esclavos no poseían una habitación donde dormir, simplemente se acostaban en el suelo en cualquier rincón de la casa. Cada romano de mediana fortuna poseía, por lo menos, un par de esclavos. Salía de su casa acompañado generalmente por uno mientras el otro permanecía encerrado en casa. Los esclavos comían las sobras de la comida de sus amos, lo que, en una nación donde los pobres solían sufrir hambre, podía significar comer mejor que muchos hombres libres. La línea divisoria entre los hombres libres y los esclavos era muy importante. Los primeros no podían, legalmente, ser sometidos a tortura, ni quemados vivos ni apaleados. Los esclavos sí, por sus propios amos o por un juez.
Los esclavos no podían casarse ni ejercer la paternidad. El dueño de los hijos de los esclavos era el pater familias.
Los mercaderes de esclavos recogían a los bebés abandonados que estaban expuestos en los santuarios para convertirlos en esclavos. Había esclavos que llegaban a ocupar cargos públicos en la administración de los bienes de sus amos pero también podían ser trabajadores del campo o artesanos: la mayoría de los artesanos o alfareros en Arezzo, por ejemplo, eran esclavos. Si no eran campesinos podían ser criados en el servicio doméstico. Un esclavo podía ser un cantante que cantaba para el amo, un arquitecto que construía para el príncipe, o un gramático.
En 316, bajo la influencia del obispo hispano Osio de Córdoba, el emperador Constantino concedió a los obispos la manumissio in Ecclesia, que creó la facultad de emancipar esclavos en las iglesias, un proceso más simple y directo que la compleja emancipación por tribunal que se empleaba desde tiempos republicanos.

### Edad Media

Principales rutas musulmanas de tráfico de esclavos en África.

En Europa, durante la Edad Media, persistió en zonas marginales, como Escandinavia, donde los vikingos importaron tantas gentes esclavizadas durante saqueos, que se alteró la composición genética escandinava; o como en al-Ándalus, donde la principal mano de obra era esclava, ya que la ley sharía de los musulmanes permitía la esclavización de los cristianos españoles y de los animistas negroafricanos. Mucho de la esclavitud medieval era agraria (al ser una sociedad rural) y doméstica, y en el Imperio Romano, con el avance del cristianismo, se fue suavizando la situación de los esclavos, con la subida al poder de Constantino I el Grande, ya se estaba produciendo una síntesis entre la romanidad cristiana y la germanidad pagana, lo que introdujo en el Imperio la servidumbre germánica, que fue legalizada como castigo más benigno que la condena a muerte, por el mismo Constantino mediante un edicto en el 322. Existe un intenso debate entre historiadores respecto a la cronología, las causas y las formas en que se produjo la desaparición de la esclavitud. Las posturas que sitúan la desaparición del sistema esclavista en fecha más temprana, en la época de las invasiones bárbaras del siglo V, serían las de los historiadores marxistas, incluido el propio Karl Marx; por otro lado, autores como Georges Duby o Pierre Bonnassie la sitúan en el siglo XI, en medio de la llamada revolución feudal. Según este último autor, el auge del esclavismo se daría en el siglo VII, en plena Alta Edad Media.
En todo caso, los siervos del siglo XII, a diferencia de los del siglo II, eran libres, o más bien semilibres, y gozaban de una serie de derechos y al menos en teoría podían denunciar a su señor si violaba esos derechos, pero estaban atados por compromisos de trabajo a la tierra y al señor feudal. En el mundo musulmán y en Bizancio también se mantuvo la tradición, recogiendo las antiguas costumbres romanas. A finales del siglo XV, la esclavitud en Europa era muy reducida, aunque ello más por razones de escasez que por desarrollo moral o filosófico, ya que la misma fue trasladada y sumamente extendida en el nuevo continente por las potencias europeas.

### La esclavitud en el mundo árabe

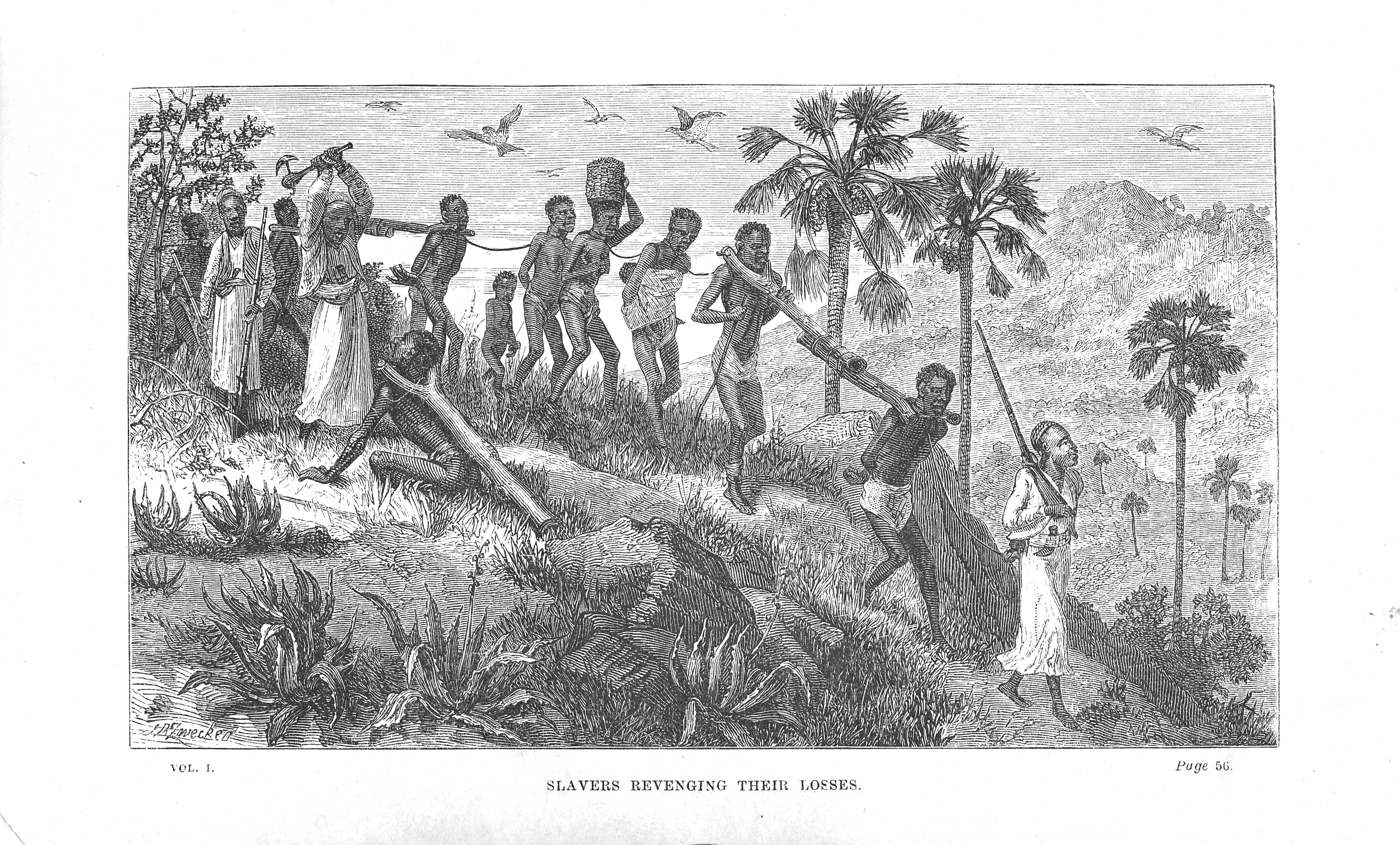
Comercio árabe de esclavos, Zanguebar

Diversas fuentes historiográficas cifran en un período superior a un milenio la duración del comercio de esclavos por los árabes musulmanes, estimándose en más de diez millones las personas sometidas a esclavitud, y que en algunas zonas marginales del mundo islámico se mantienen bajo diversas formas de servidumbre.
Los esclavos en el mundo árabe tenían diversas procedencias, incluyendo el África subsahariana (principalmente zanj), el Cáucaso (principalmente cherquesos), Asia Central (principalmente tártaros) y Europa Central y Oriental (conocidos como Saqaliba, que se podría traducir por "eslavos"). 
Los esclavos eran comprados o capturados en las fronteras del Mundo Islámico y posteriormente importados hacia los principales centros, donde existían mercados de esclavos desde donde eran distribuidos. Ibn Battuta afirmó que le fueron dados o que compró esclavos.
En los siglos IX y X, los esclavos negros del Zanj podrían haber constituido al menos la mitad de la población en el bajo Irak. Al mismo tiempo, varias decenas de miles de esclavos en la región eran importados también desde Asia Central y el Cáucaso.

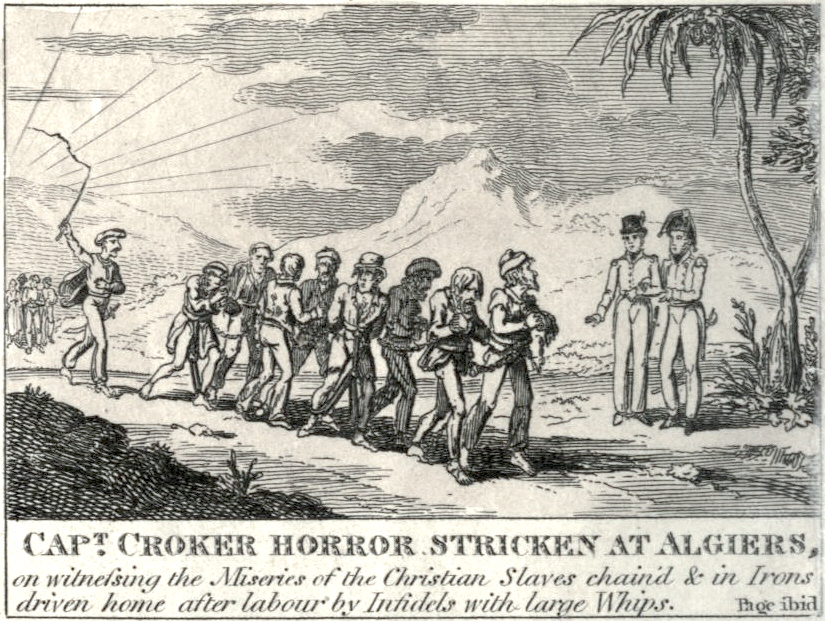
Argelia, 1815

Zanzíbar fue en un momento dado el mayor puerto de comercio de esclavos de África Oriental, y bajo los árabes Omaníes en el siglo XIX pasaban por la ciudad al menos 50 000 esclavos al año.
Algunos historiadores han estimado que entre 11 000 000 y 18 000 000 (entre once y dieciocho millones) de esclavos africanos negros cruzaron el Mar Rojo, el Océano Índico y el Desierto del Sáhara entre el 650 DC hasta el 1900 DC, comparados con entre 9 400 000 y 12 000 000 (entre nueve millones cuatrocientos mil y doce millones) de africanos que pudieron haber sido llevados hacia América.
Una de las razones para que las potencias europeas colonizaran cerca de todo el continente africano en el último cuarto del siglo XIX era el deseo de controlar el comercio de esclavos y la esclavitud en África.
Los moros, desde el siglo XVIII, también llevaron a cabo razzias en las zonas costeras del mar Mediterráneo y del océano Atlántico, siendo conocidos como piratas berberiscos. Se estima que capturaron alrededor de 1 250 000 (un millón doscientos cincuenta mil) esclavos blancos de Europa Occidental y de Norteamérica entre los siglos XVI y XIX. 
Si bien algunos fueron vendidos en el mercado de esclavos de Alejandría y dispersados a Asia, a muchos se les esclavizaba en trabajos agrícolas en la vecindad de las capitales bereberes para poder expeditarlos en caso de conseguirse el pago de rescate por parte de familiares, donantes, órdenes religiosas, o gobiernos. 

#### Las cifras de la trata
| Época       | Esclavos  |
| ----------- | --------- |
| 1450 a 1600 | 6 000 000 |
| 1601 a 1700 | (?)       |
| 1701 a 1800 | 1 400 000 |
| 1801 a 1900 | 1 200 000 |
| 1901 a 1981 | (?)       |
| Total       | (?)-(?)   |

### Esclavitud en la India
Las leyes de Manu, escritas hace unos 2 milenios, codifican la esclavitud en la India. Las fuentes de los esclavos eran: los prisioneros de guerra, quienes podían optar por la ejecución o la esclavitud; ciertos deudores al gobierno, o a ciudadanos; los hijos de las esclavas; quienes apostaban su libertad; quienes la vendían a cambio de alimentación; ciertos criminales, ciertas concubinas, y ciertos hijos ilegítimos. Era ilegal secuestrar personas para esclavizarlas, pero ocurría. Hijas y esposas podían ser vendidas a la prostitución por padres y maridos.
Los esclavos eran heredables y enajenables, pero tenían derecho a la libertad si aportaban un esclavo sustituto a su amo, si le salvaban la vida, y las esclavas y sus hijos, si eran preñadas por el amo.
La casta superior, la de los brahmanes, estaba exenta de todo tipo de esclavitud.

### Esclavitud en Europa
Las razias vikingas fueron tan masivas que la composición genética de Escandinavia se vio alterada por el ingreso de esclavos, especialmente entre 750 y 1100. La huella genética proviene principalmente de esclavas extranjeras, quienes tuvieron descendencia, y no de esclavos varones, a quienes no se les permitió reproducirse. No obstante, la población de ascendencia esclava y extranjera se extinguió posteriormente, encontrándose en el siglo XXI muy mermado el rastro de su descendencia.
En la riviera francesa los musulmanes establecieron en 891 el estado fronterizo de Fraxinetum, cuyo principal giro económico era la captura de esclavos europeos, a ser vendidos en los mercados musulmanes del extranjero.
En la Inglaterra anglosajona de antes de la invasión francesa de 1066, la posesión de esclavos era comparable a la de los animales: legalmente se les podía marcar con herrado caliente, castrar, mutilar, y eutanizar por apedreo a los varones o por incineración a las hembras. Funcionalmente podían ser, por ejemplo, labradores, cocineros, tejedores, o curas. Es posible que la mayoría hayan sido mujeres, haciendo de lecheras de vacas, sirvientas, o de concubinas. Cronistas contemporáneos aseguran que en los mercados de esclavos de Bristol, los comerciantes fornicaban a las esclavas antes de venderlas, y relatan como alguna esclavista —la mujer del conde Godwin, en la primera mitad del s. XI— exportaba esclavas a Dinamarca, donde la juventud y hermosura de las inglesas incrementaba su precio.
La historia de la liberación de más de doscientos esclavos ingleses, polacos, griegos y rusos en Mitilene, en 1627, y quienes habían sido esclavizados por los turcos "aún resuena" en Europa; publicada la hazaña en Roma en 1628, fue traducida a varios idiomas, incluyendo el español, en Barcelona ése mismo año.
A mediados del s. XVIII, la servidumbre en Rusia se había convertido en esclavitud.  Los siervos se vendían aparte de la tierra; las familias serviles se partían al venderse aparte sus miembros.  En Moscú y en San Petersburgo se vendían como ganado, o como muebles, anunciados en los periódicos.  Un perro podía valer más que un siervo educado.  No todos los siervos eran sujetos de compraventa; ocasionalmente, se canjeaban por un animal, o se apostaban en juegos de cartas.  En 1861, el zar Alejandro II liberó a los 23.1 millones de siervos que quedaban en Rusia.

### Esclavitud en América

#### En la América precolombina
Entre los indios de América, los hijos de los esclavos podían heredar la condición de esclavitud. Un esclavo podía tener posesiones e incluso ser propietario de otros esclavos. Podían comprar su libertad u obtenerla si demostraban haber sido maltratados, o si habían tenido hijos o se habían casado con sus amos. Entre los aztecas, el delito de guante blanco, como la malversación de fondos, el abuso de confianza, y el robo podían ser penalizados con la esclavitud.
En Sudamérica, los arahuacos, caribes, waraos y akawayos de la Costa Salvaje capturaban mujeres de otras tribus y las obligaban a cumplir trabajos caseros y sexuales. La mayoría de los varones capturados eran ejecutados, pero algunos también eran esclavizados o revendidos repetidamente, frecuentemente a grandes distancias.

#### En el período de colonización europea
Los holandeses importaron muchos esclavos a su colonia de Nueva Holanda (Norteamérica), al grado que al ceder Nueva Ámsterdam a los ingleses, el 40% de la población eran esclavos.
Durante la colonia, las tribus indígenas de Norteamérica adquirieron, poseyeron como fuerza laboral, y sostuvieron un bien organizado comercio de esclavos negros.
Notable excepción entre las Cinco Tribus Civilizadas fueron los seminola de la Florida española, la única importante tribu que no adoptó la esclavitud de los negros a gran escala –aunque con excepciones–, y que los acogieron en sus tierras, y con quienes formaron alianza durante las guerras semínolas contra los EE. UU. después que España vendió la Florida a ése país en 1821.

### Esclavitud en África
Heródoto reportó ya en el siglo v a. C. que, en su búsqueda de esclavos, los bereberes garamantes africanos se dedicaban a cazar "etíopes" (negros).  Medio milenio más tarde, los bereberes vendían a los romanos en Leptis Magna (Libia) y en Lixus (Marruecos) los esclavos que habían comprado al sur del Sahara.
A partir de la conquista musulmana de Nubia en 652, el tributo anual que los vencidos nubios se vieron obligados a pagar a la capital árabe del Egipto colonizado consistía en la entrega de 360 esclavos —esto es, uno al día.  El pago de tributo en esclavos se prolongó por seis siglos.
Según reportó el explorador Mungo Park, entre 1795 y 1797, en el interior de África, por cada hombre libre había tres esclavos.
En el norte de África, entre 1500 y 1800, los bereberes esclavizaron a 1.25 millones de europeos y americanos, incluyendo españoles, portugueses, italianos, franceses, ingleses,, islandeses, irlandeses, suecos,, georgianos, alemanes, flamencos (belgas), holandeses, griegos, húngaros, polacos, eslovenos y rusos. Entre los esclavizados se encontraban mujeres. La esclavización de americanos en África está documentada a partir de 1625.
En el puerto africano de Alejandría operaba en el siglo XVII un mercado de vírgenes esclavas. Marcos Lachimosch rescató a su futura esposa, la polaca Katarzyna, mientras era transportada a dicho mercado a ser vendida. Otras ciudades africanas donde se conducía pujantemente el negocio de subastas de europeos blancos eran Argel, Túnez y Trípoli.
En África, donde la monogamia no era necesariamente la regla, a menudo los varones tomaban a sus esclavas como esposas. Esto tuvo secuelas en América, donde las esclavas transportadas del otro lado del mar podrían haber considerado un "honor" las relaciones con sus patrones, en vez de resistirlas.
Cuando los árabes nómadas o bereberes arabizados capturaban negros americanos (negros libres, tripulantes en embarcaciones americanas), los africanos los separaban de los blancos y se abstenían de venderlos a otros africanos o de pedir rescate. En vez de ello, los conservaban indefinidamente en el desierto, como sus esclavos personales.

### El comercio de esclavos africanos

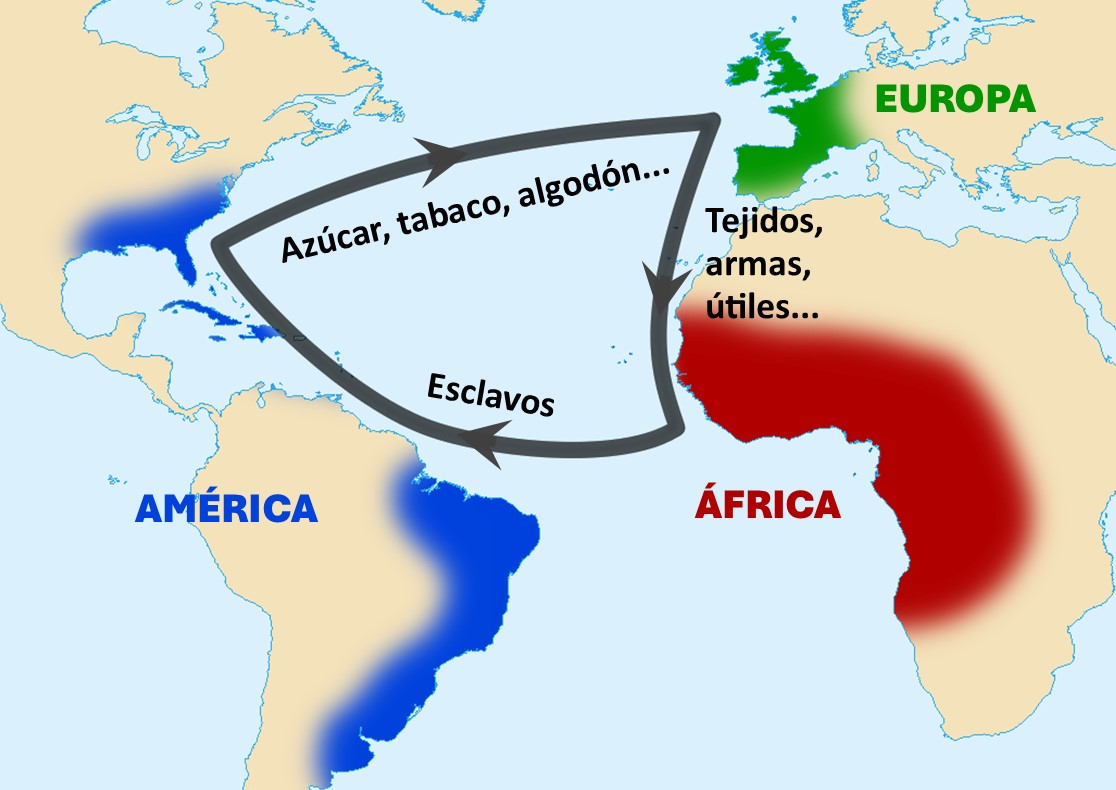
El comercio triangular sirvió económicamente los intereses de las colonias americanas y era base del sistema de producción de las plantaciones así como del crecimiento preindustrial en Europa. Se trata del camino de los barcos entre los puertos de Inglaterra, Portugal, España y Francia, hacia el Caribe, una vez cargados por la costa oeste de África.

Con la llegada y conquista de América por parte de los europeos, en el siglo XVI se trazaron planes de expansión que exigían mano de obra barata. En un principio se esclavizó a los pueblos indígenas americanos. Pero la legislación española se planteó muy pronto la licitud de dicha práctica, gracias a los escritos de Bartolomé de las Casas y de la Escuela de Salamanca. Se decidió que tenían alma, por lo que no se les podía esclavizar. Esto hizo que se importaran personas esclavizadas de África, que además tenían mayor resistencia física y a las enfermedades, especialmente las tropicales, comenzando así una ruta a gran escala de esclavos africanos: el comercio negrero.
El incremento en este comercio transatlántico fue acompañado, en la mayoría de los casos, por una fuerte ideología racista. Los negros eran considerados seres subhumanos, asimilados frecuentemente a animales, sin tan siquiera poder ser considerados sujetos de derecho. Por lo tanto, jurídicamente eran como meros objetos o cosas. 
En el inicio de la ruta, la isla de Gorea frente a Dakar, colonia francesa, fue el lugar preciso donde se estableció el gran mercado de esclavos. También conocido como el lugar sin retorno, allí se separaban definitivamente las familias desintegradas por la esclavitud. Por su carácter simbólico, esta isla fue declarada Patrimonio de la Humanidad por la UNESCO.
A las colonias de la América del Norte británica y subsecuentes Estados Unidos se importaron 388,000 esclavos africanos.
El comercio negrero se extendió hasta las regiones de indígenas de Norteamérica, quienes organizaron su adquisición, transporte y venta.
Pese a la inmensa importancia histórica y moral de esta ruta, tampoco cabe olvidar que los árabes también mantuvieron un importante tráfico de personas africanas esclavizadas desde el siglo VII hasta el siglo XX, que alcanzó proporciones similares o superiores al comercio negrero del Atlántico, sin embargo el comercio de esclavos árabe duró muchos menos siglos que el ejercido por los europeos.

#### Las cifras de la trata

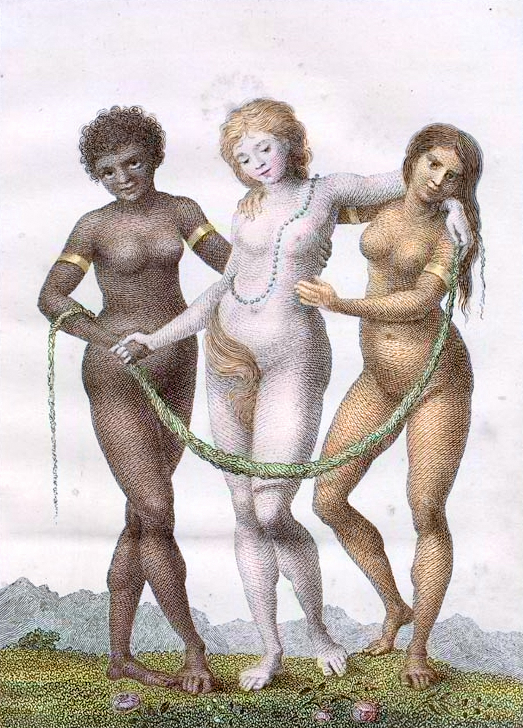
Grabado de William Blake representando metafóricamente a Europa sostenida por África y América.

El número de personas esclavizadas procedentes de África varía, según distintas estimaciones, entre 10 000 000 y 60 000 000 (entre diez y sesenta millones) de personas entre los siglos XV y XIX. A los que hay que sumar los esclavizados en el mundo islámico (tanto europeos como africanos), en las culturas de la India y dentro de los estados africanos. Además, en el Imperio de Malí cerca de 9 000 000 (nueve millones) fueron traficados desde África Occidental al Magreb camino Sahara pero solamente la mitad sobrevivió al viaje. Los musulmanes traficaron además entre 1 y 1,25 millones de españoles, italianos y griegos desde el Mediterráneo y los Balcanes al Magreb y al Imperio otomano.
Los árabes traficaron con millones de esclavos, 2 250 000 (dos millones doscientos cincuenta mil) en Zanzíbar entre 1450 y 1700.
A finales del siglo XIX, en el Califato de Sokoto había de 2 000 000 a 2 500 000 (de dos millones a dos millones y medio) de esclavos. En los años 30, la población esclava en Etiopía era de 2 000 000 (dos millones) en una población total de 8 000 000 a 16 000 000 (de ocho a dieciséis millones), según la Anti-Slavery Society. Se estima que en 1841 había de 8 000 000 a 9 000 000 (de ocho a nueve millones) de esclavos en India; tan solo Malabar tenía un 15 % de esclavos respecto al total de su población. Desde el principio de la colonización del territorio que posteriormente sería Estados Unidos, unos 388, 000 africanos serían exportados a aquella región como esclavos para las plantaciones. Además, cerca de 1 600 000 (un millón seiscientas mil) personas del Sahel fueron esclavizadas por los árabes y vendidos en territorios musulmanes.
Según el historiador británico Eric Hobsbawm, la cifra de esclavos africanos transportados a América sería de 1 000 000 (un millón) en el siglo XVI, 3 000 000 (tres millones) en el XVII y, durante el siglo XVIII, llegaría a los 7 000 000 (siete millones). Además el investigador Enrique Peregalli calcula que habría que añadir un 25 % de muertos durante las capturas y otro 25 % durante el viaje por el Atlántico. Hay que incluir que hasta el 10 % de los esclavos que trabajaban en plantaciones, minas y otros oficios morían cada año por las malas condiciones de vida y abusos laborales de sus amos y capataces.

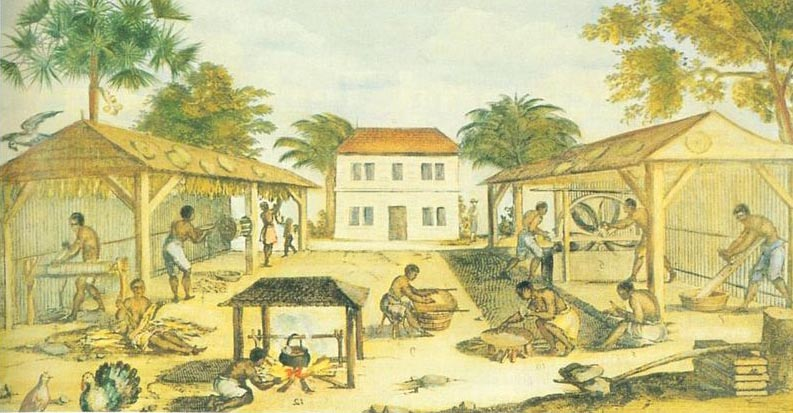
Virginia, 1670

El investigador Enrique Peregalli calcula que se transportaron desde Angola entre 3 000 000 y 4 000 000 (entre tres y cuatro millones) a América. En el siglo XVII en adelante, la mayoría de los esclavos capturados provenían de Nigeria y Angola, el 30 % del primero, cerca de 3 500 000 (tres millones y medio) de personas (de 1650 a 1860).
Según estimaciones de Hugh Thomas, de los 12 000 000 (doce millones) de africanos que llegaron vivos a América, tres millones eran originales de la República del Congo y Angola, dos millones de la Costa de los esclavos, 2 000 000 (dos millones) de Benín y Calabar, 1 500 000 (un millón y medio) de la Costa de Oro (Guinea), 1 000 000 (un millón) de Mozambique y Madagascar.
Durante el siglo XIX, a pesar del bloqueo británico, 1 000 000 (un millón) de esclavos fueron exportados a América desde Nigeria.
En los años treinta, la población esclava en Etiopía era de 2 000 000 (dos millones) en una población total de 8 000 000 a 16 000 000 (de ocho a dieciséis millones), según la Anti-Slavery Society.
En Madagascar, la esclavitud fue abolida en 1896, pero muchos de los 500 000 esclavos liberados permanecieron en los hogares de sus antiguos amos como sirvientes, otras fuentes cifran el número de emancipados en cerca de un millón, debe de mencionarse que dicha medida fue tomada tras la instalación de los franceses al gobierno de la isla.
El tráfico de esclavos logró un enorme desarrollo y crecimiento tanto para sus centros de exportación como de recepción; por ejemplo, Zanzíbar pasó de exportar entre 6000 y 10 000 esclavos anuales en 1811, a entre 40 000 y 45 000 en 1839, y Cuba pasó de tener 199 145 esclavos en 1817 a 369 000 en 1867. Por su parte, Luanda (en la actual Angola) hacía 1750 exportaba 5000 a 10 000 esclavos por año y Abomey (capital del reino de Dahomey) enviaba cargamentos anuales de 20 000 a inicios del siglo XVIII pero cayó a 12 000 en los principios del siglo XIX. Hacia 1843, se estimaba que en Mogadiscio la población era de 5000 personas, dos tercios de ellas eran esclavos (por lo que era llamada Ciudad de esclavos), y anualmente se exportaban cerca de 4000 esclavos. Desde Senegal, la cifra alcanzaba las 60 000 personas.
En cuanto a Mozambique, el número de esclavos llevados desde ahí a las islas del Índico son estimados en 495 439 entre 1720 y 1902. En el otro extremo del continente desde la costa de Guinea se exportaban cada año 40 000 esclavos durante el siglo XVI. Mientras que desde la Colonia del Cabo se exportaron 60 000 esclavos entre 1650 y 1800.
En cuanto a la población esclava, ya en 1492 en España había 100 000 esclavos negros y bereberes. Durante el siglo XVI, la Corona autorizó la introducción de 120 000 esclavos, aunque gracias al contrabando la cifra alcanzara hasta las 400 000 personas de color. Por su parte, en 1552, Lisboa estaba poblada por 10 000 esclavos (un 10 % del total de la ciudad). En 1675, los ingleses tenían en sus colonias del Caribe más de 100 000 esclavos africanos frente a los apenas 5000 de las colonias norteamericanas.
Entre 1650 y 1860, fueron importadas desde África hacia otros continentes de 10 000 000 a 15 000 000 (de diez a quince millones) de personas que llegaron con vida; 4 500 000 (cuatro millones y medio) al Caribe, 5 000 000 (cinco millones) a Brasil, 300 000 a Europa, 200 000 a México y 500 000 a los actuales Estados Unidos y la Sudamérica española. En total, durante el pico del comercio negrero en el siglo XVIII, cerca de 70 000 esclavos eran enviados de África a América.
La presencia de España, del Imperio Español y de todos sus territorios en el comercio de esclavos fue marginal hasta prácticamente 1810.
Con las independencias el comercio de esclavos se desarrolló a gran velocidad pero sin nunca llegar a los niveles del Reino Unido, Portugal o Francia.

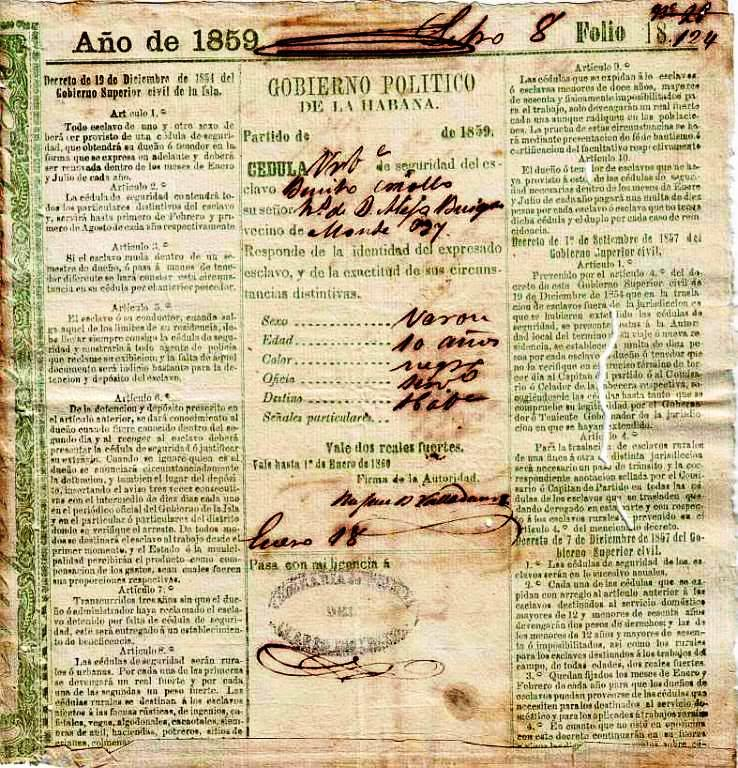
Cédula de paso de 1859 de un esclavo de color negro de 10 años de edad, llamado Benito Criollo, con destino La Habana

Entre 1492 y 1870, se exportaron a la América española las siguientes cifras de esclavos:
| Regiones                | Esclavos            |
| ----------------------- | ------------------- |
| México                  | 200 000             |
| Cuba                    | 702 000             |
| Puerto Rico             | 77 000              |
| Santo Domingo           | 30 000              |
| Centroamérica           | 21 000              |
| Ecuador Panamá Colombia | 200 000             |
| Venezuela               | 121 000-700 000     |
| Perú                    | 300 000             |
| Bolivia Río de La Plata | 100 000             |
| Chile                   | 6000                |
| Total                   | 1 552 000-2 336 000 |

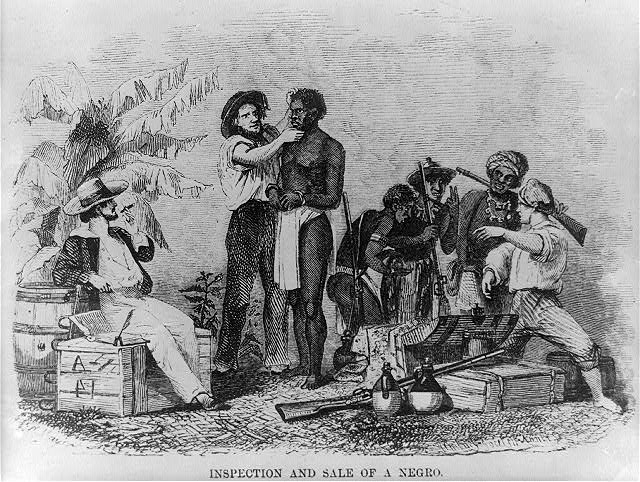
El comercio de esclavos africanos.

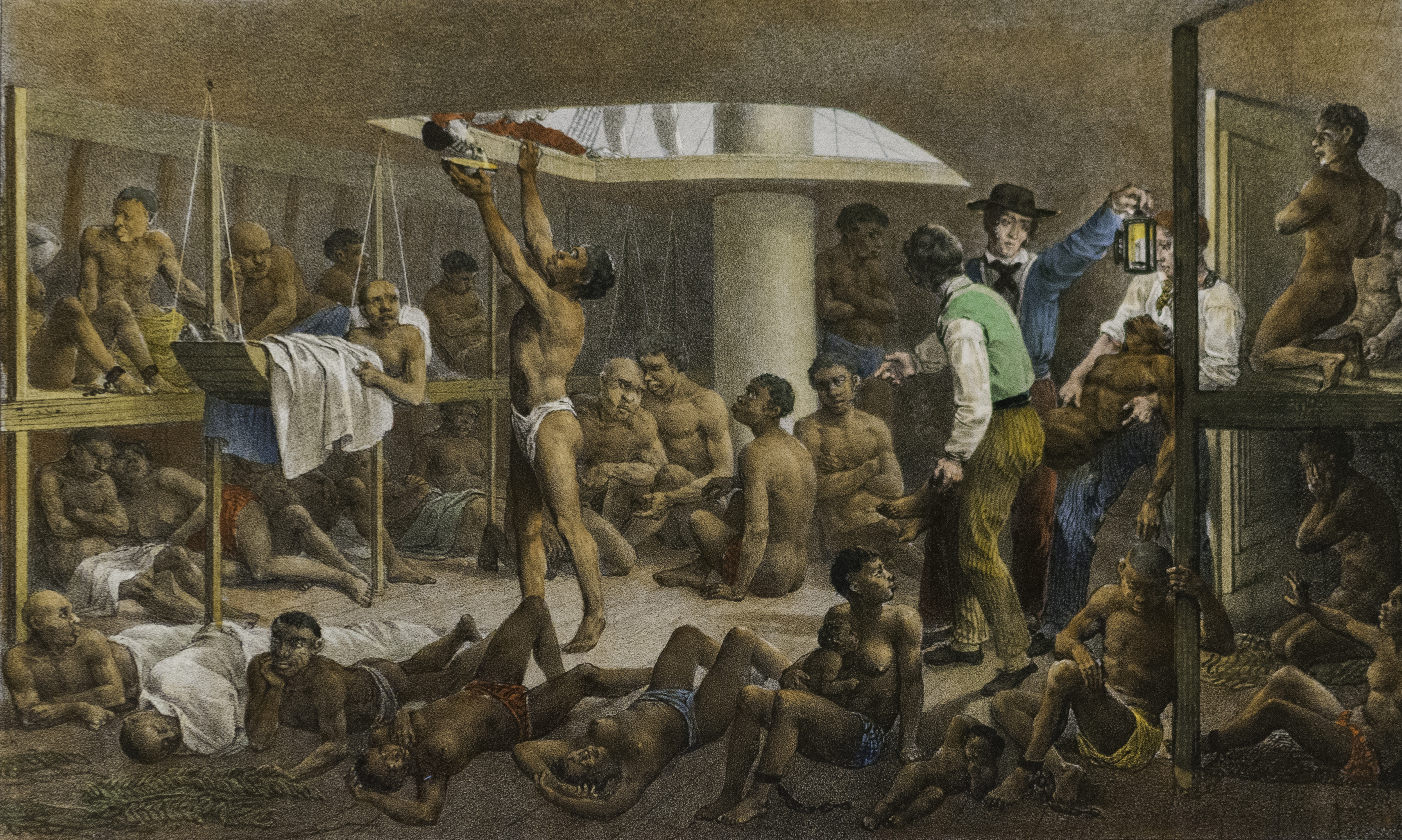
Imagen representando el interior de un barco de esclavos, Mauricio Rugendas.

La siguiente tabla muestra la población de esclavos en América hacia fines del siglo XVIII:
| Región           | Esclavos  | Libertos  | Total     |
| ---------------- | --------- | --------- | --------- |
| Brasil           | 1 000 000 | 399 000   | 1 399 000 |
| Caribe francés   | 575 000   | 30 000    | 605 000   |
| Caribe británico | 467 000   | 13 000    | 480 000   |
| Estados Unidos   | 575.420   | 32 000    | 607.420   |
| América española | 271 000   | 650 000   | 921 000   |
| Total            | 2 888 420 | 1 240 000 | 4 128 420 |

En tanto que en varias regiones la mano de obra de esclavos africanos reemplazó a la amerindia como principal fuerza laboral. En la siguiente tabla se muestra la exportación de esclavos hecha por cada imperio europeo:
| Regiones           | 1492-1600 | 1601-1700 | 1701-1810 | 1810-1870 | Total     |
| ------------------ | --------- | --------- | --------- | --------- | --------- |
| Imperio portugués  | 50 000    | 560 000   | 1 891 400 | 1 145 400 | 3 646 800 |
| Imperio británico  | 263.700   | 1 749 300 | 51 000    | -         | 2 064 000 |
| Imperio francés    | 155.800   | 1 348 400 | 96 000    | -         | 1 600 200 |
| Imperio español    | 75 000    | 292 500   | 578 600   | 606 000   | 1 552 100 |
| Imperio neerlandés | 40 000    | 460 000   | -         | -         | 500 000   |
| Imperio danés      | 4000      | 24 000    | -         | -         | 28 000    |
| Total              | 588 500   | 4 434 200 | 2 617 000 | 1 751 400 | 9 391 100 |

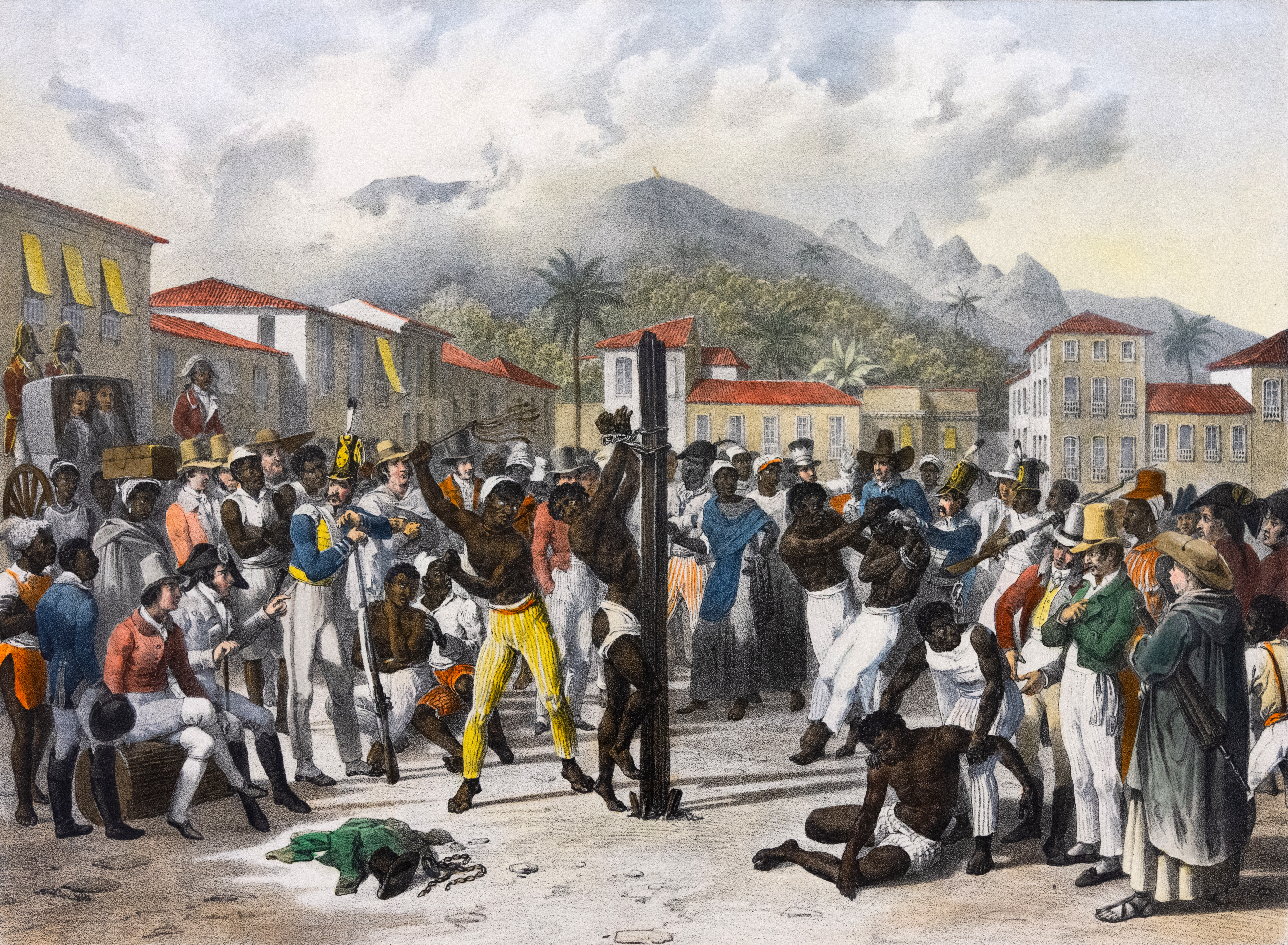
Castigo a un esclavo en Brasil, por Mauricio Rugendas (circa 1830)

Exportación de esclavos en América entre los siglos XVI y XVII:
| Lugar                             | Número de esclavos importados vivos |
| --------------------------------- | ----------------------------------- |
| Brasil                            | 500 000-600 000                     |
| Caribe (no español)               | 450 000                             |
| Hispanoamérica                    | 350 000-400 000                     |
| Colonias de Francia y Reino Unido | 30 000                              |
| Total                             | 1 330 000-1 480 000                 |

Población esclava en las Trece Colonias originales entre 1750 y 1860:
| Fecha | Población blanca | Población libre no blanca | Población esclava |
| ----- | ---------------- | ------------------------- | ----------------- |
| 1750  | 934 340          | s/i                       | 236 420           |
| 1790  | 2 792 325        | 58 277                    | 681 777           |
| 1810  | 4 486 789        | 167 691                   | 1 005 685         |
| 1860  | 12 663 310       | 361 247                   | 1 775 515         |

Población esclava en el sureste de Estados Unidos entre 1790 y 1860:
| Fecha | Población blanca | Población libre no blanca | Población esclava (porcentaje) |
| ----- | ---------------- | ------------------------- | ------------------------------ |
| 1790  | 1 240 454        | 32 523                    | 654 121 (33,95 %)              |
| 1810  | 2 118 144        | 97 284                    | 1 103 700 (33,25 %)            |
| 1860  | 8 036 700        | 253 082                   | 3 950 511 (32,27 %)            |

Esclavos entregados en todo el continente americano y en menor medida el europeo:
| Zona receptora                                        | Esclavos recibidos |
| ----------------------------------------------------- | ------------------ |
| Brasil                                                | 4 000 000          |
| Hispanoamérica (incluyendo Cuba)                      | 2 500 000          |
| Indias occidentales británicas                        | 2 000 000          |
| Indias occidentales francesas (incluyendo Cayena)     | 1.600 000          |
| Norteamérica británica Estados Unidos                 | 500 000            |
| Indias occidentales neerlandesas (incluyendo Surinam) | 500 000            |
| Europa                                                | 200 000            |
| Total                                                 | 11 328 000         |

Oficios a los que eran destinados los esclavos en América:
| Zona receptora       | Esclavos recibidos |
| -------------------- | ------------------ |
| Plantaciones de caña | 5 000 000          |
| Plantaciones de café | 2 000 000          |
| Criados              | 2 000 000          |
| Minería              | 1 000 000          |
| Campos de algodón    | 500 000            |
| Campos de cacao      | 250 000            |
| Construcción         | 250 000            |
| Total                | 11 000 000         |

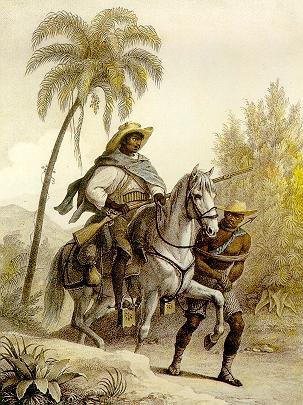
Cazador de esclavos, Brasil, 1823, Mauricio Rugendas

El mayor receptor de esclavos fue sin duda Brasil, superando incluso al Caribe. Unos 12 millones de africanos fueron capturados y llevados a Brasil,
| 1500-1700 | 1701-1760 | 1761-1829 | 1830-1855 |
| --------- | --------- | --------- | --------- |
| 510 000   | 958 000   | 1 720 000 | 718 000   |

Población esclava de Brasil por provincia entre 1864 y 1887:
| Provincia            | Población esclava 1864 | Población esclava 1874 | Población esclava 1884 | Población esclava 1887 |
| -------------------- | ---------------------- | ---------------------- | ---------------------- | ---------------------- |
| Amazonas             | 000                    | 1545                   | -                      | -                      |
| Pará                 | 30 000                 | 31 537                 | 20 849                 | 10 535                 |
| Maranhão             | 70 000                 | 74 598                 | 49 545                 | 33 446                 |
| Piauí                | 20 000                 | 23 434                 | 16 780                 | 8970                   |
| Ceará                | 36 000                 | 31 975                 | -                      | 108                    |
| Río Grande del Norte | 23 000                 | 13 634                 | 7209                   | 3167                   |
| Paraíba              | 30 000                 | 25 817                 | 19 165                 | 9448                   |
| Pernambuco           | 260 000                | 106 236                | 72 709                 | 41 122                 |
| Alagoas              | 50 000                 | 36 124                 | 26 911                 | 15 249                 |
| Sergipe              | 55 000                 | 33 064                 | 25 874                 | 16 875                 |
| Bahía                | 300 000                | 165 403                | 132 822                | 76 838                 |
| Minas Gerais         | 250 000                | 311 304                | 301 125                | 191 952                |
| Espírito Santo       | 15 000                 | 22 297                 | 20 216                 | 13 381                 |
| Río de Janeiro       | 300 000                | 301 352                | 258 238                | 162 421                |
| Corte                | 100 000                | 47 084                 | 32 103                 | 7488                   |
| São Paulo            | 80 000                 | 174 622                | 167 493                | 107 429                |
| Paraná               | 20 000                 | 11 249                 | 7768                   | 3513                   |
| Santa Catarina       | 15 000                 | 15 250                 | 8371                   | 4927                   |
| Río Grande del Sur   | 40 000                 | 98 450                 | 60 136                 | 8442                   |
| Mato Grosso          | 5000                   | 7054                   | 5782                   | 3233                   |
| Goiás                | 15 000                 | 8800                   | 7710                   | 4955                   |
| Total                | 1 715 000              | 1 540 829              | 1 240 806              | 723 419                |

### Relación con otros sistemas económicos
Sidney Mintz y Stanley Elkins consideran que existe una relación recíproca entre capitalismo y esclavitud, argumentando que conforme varía el dinamismo del capitalismo, el carácter represivo de la actividad laboral también varía. Lester Thurow sostiene que mientras la democracia es incompatible con la esclavitud, el capitalismo no lo es, por lo que la esclavitud suele reaparecer en la misma proporción que avanzan las formas autoritarias de gobierno. Existían seguros que retribuían la pérdida de esclavos por accidente durante el viaje, pero no por hambre. Por eso algunos negreros los arrojaban por la borda antes de que muriesen. La economía planificada por la que optan corrientes ideológicas como el marxismo ha sido descrita sin basamentos reales por sus detractores como una forma de esclavitud.

## Esclavismo
La RAE define esclavista como ‘partidario de la esclavitud’; con lo que más que a los propietarios de esclavos, se aplica a los que defienden sus intereses, activos como un movimiento social, y a la ideología que articula su visión de la sociedad, se identifique o se diferencie del racismo.

### Proesclavismo filosófico

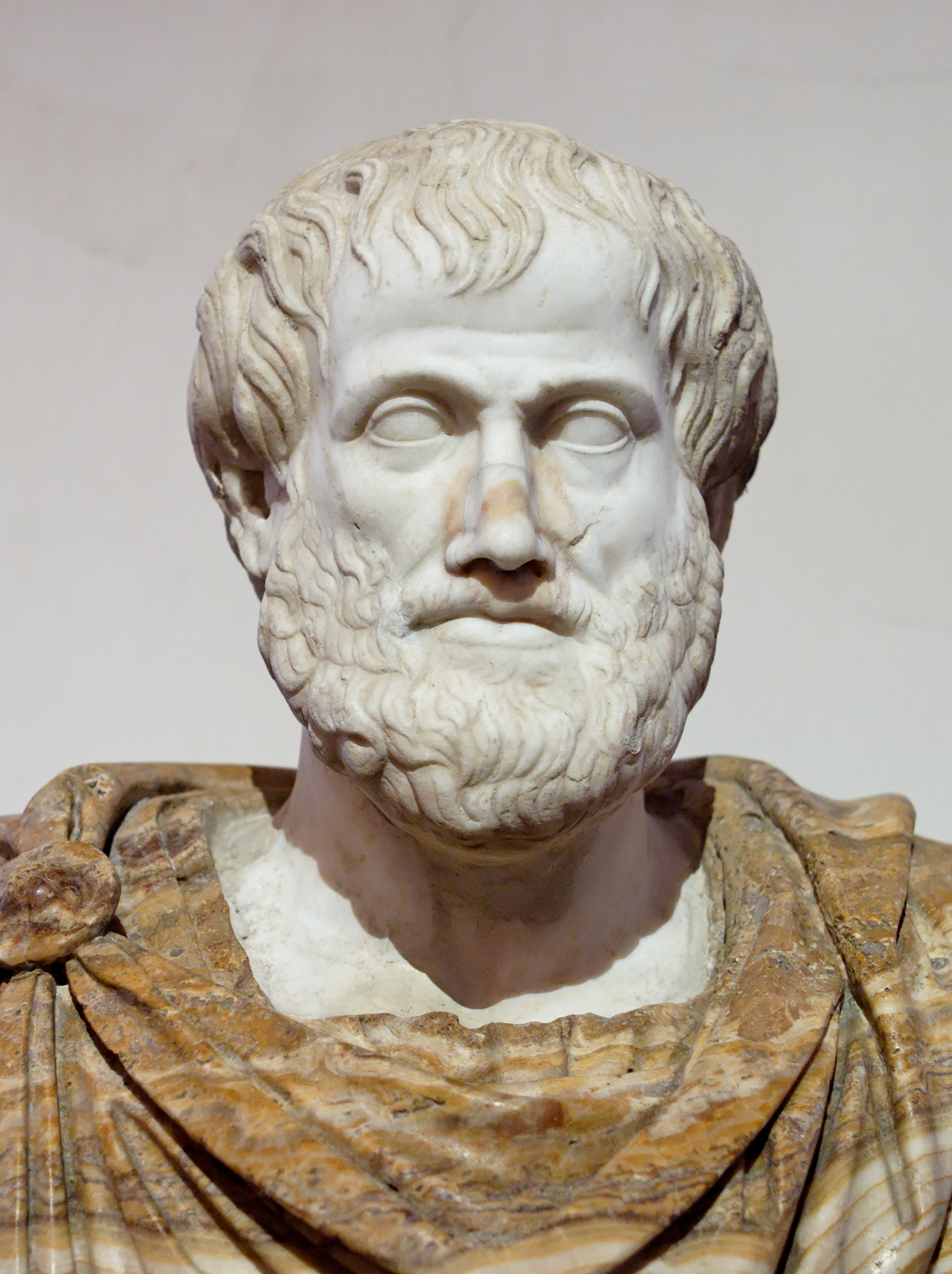
Aristóteles.

Desde la antigüedad, la historia del pensamiento político y social había aceptado de forma natural la esclavitud como uno de los aspectos del sistema social. Hay textos proesclavistas de Aristóteles, por ejemplo. No obstante, también debió haber contemporáneos de Aristóteles de opiniones opuestas, ya que él mismo las recoge:

Se sostiene por una parte, que hay una ciencia, propia del señor, la cual se confunde con la del padre de familia, con la del magistrado y con la del rey […] Otros, por lo contrario, pretenden que el poder del señor es contra naturaleza; que la ley es la que hace a los hombres libres y esclavos, no reconociendo la naturaleza ninguna diferencia entre ellos; y que por último la esclavitud es inicua, puesto que es obra de la violencia.

[…]
La utilidad de los animales domesticados y la de los esclavos son poco más o menos del mismo género. Unos y otros nos ayudan con el auxilio de sus fuerzas corporales a satisfacer las necesidades de nuestra existencia. La naturaleza misma lo quiere así, puesto que hace los cuerpos de los hombres libres diferentes de los de los esclavos, dando a éstos el vigor necesario para las obras penosas de la sociedad, y haciendo, por lo contrario, a los primeros incapaces de doblar su erguido cuerpo para dedicarse a trabajos duros, y destinándolos solamente a las funciones de la vida civil, repartida para ellos entre las ocupaciones de la guerra y las de la paz […] Es evidente que los unos son naturalmente libres y los otros naturalmente esclavos; y que para estos últimos es la esclavitud tan útil como justa.
Por lo demás, difícilmente podría negarse que la opinión contraria encierra alguna verdad. La idea de esclavitud puede entenderse de dos maneras. Puede uno ser reducido a esclavitud y permanecer en ella por la ley, siendo esta ley una convención en virtud de la que el vencido en la guerra se reconoce como propiedad del vencedor; derecho que muchos legistas consideran ilegal, y como tal le estiman muchas veces los oradores políticos, porque es horrible, según ellos, que el más fuerte, sólo porque puede emplear la violencia, haga de su víctima un súbdito y un esclavo.

Estas dos opiniones opuestas son sostenidas igualmente por hombres sabios.
Aristóteles, Política, libro I, capítulo II.

A la verdad que es preferible ser esclavo de un hombre que de una pasión, pues vemos lo tiránicamente que ejerce su dominio sobre el corazón de los mortales la pasión de dominar, por ejemplo. Mas en ese orden de paz que somete unos hombres a otros, la humildad es tan ventajosa al esclavo como nociva la soberbia al dominador. Sin embargo, por naturaleza, tal como Dios creó al principio al hombre, nadie es esclavo del hombre ni del pecado. Empero, la esclavitud penal está regida y ordenada por aquella ley que manda conservar el orden natural y prohíbe perturbarlo. Si no se obrara nada contra esta ley, no habría que castigar nada con esa esclavitud. Por eso, el Apóstol aconseja a los siervos el estar sometidos a sus amos y servirles de corazón y de buen grado. De modo que, si sus dueños no les dan libertad, tornen ellos, en cierta manera, libre su servidumbre, no sirviendo con temor falso, sino con amor fiel hasta que pase la iniquidad y se aniquilen el principado y la potestad humana y sea Dios todo en todas las cosas.
Agustín de Hipona, La ciudad de Dios, cap. XV.

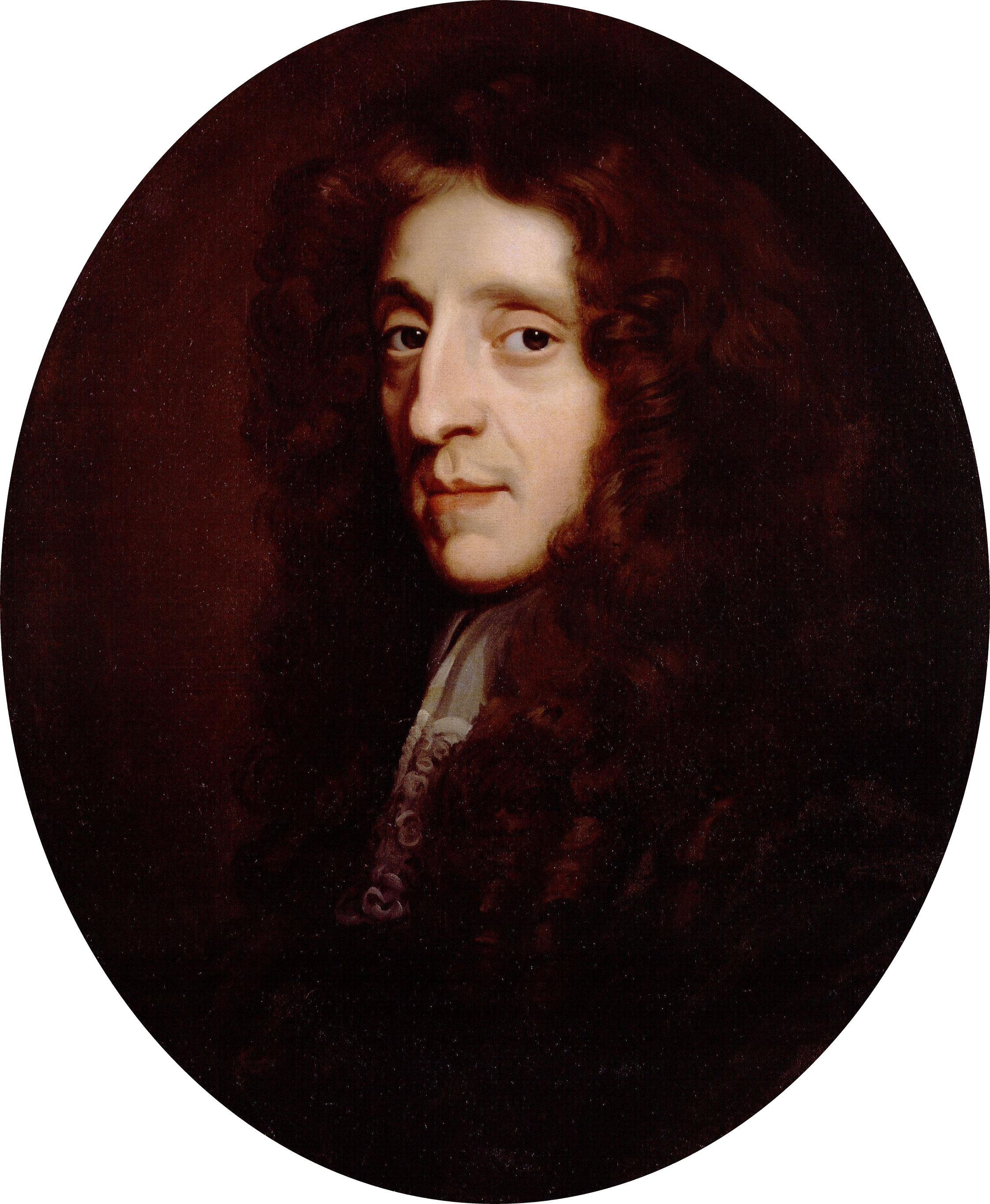
John Locke.

La patrística y el pensamiento cristiano medieval veían la esclavitud como una consecuencia del pecado, y consideraban justo que alguien fuera reducido a la esclavitud como alternativa a una muerte merecida, como la de un reo de pena de muerte. También justificaban la esclavitud de paganos hechos prisioneros en una guerra justa.
La principal argumentación de Tomás de Aquino sobre la esclavitud se deriva de su consideración de los textos de Aristóteles e Isidoro de Sevilla, y la construye partir de la siguiente «objeción»: La servidumbre entre los hombres es natural, ya que algunos son siervos por naturaleza, como muestra Aristóteles en el primer libro de la Política. Además, las relaciones de servidumbre pertenecen al derecho de gentes, como dice Isidoro. En consecuencia, el derecho de gentes es un derecho natural. A partir de ahí, concluye:

Dicendum quod hunc hominem esse servum, absolute considerando, magis quam alium, non habet rationem naturalem, sed solum secundam aliquam utilitatem consequentem, in quantum utile est huic quod regatur a sapientiori, et illi quod ab hoc iuvetur, ut dicitur in 1.° Politicorum. Et ideo servitus pertinens ad ius gentium est naturalis secundo modo, sed non primo modo.
Que este determinado hombre es siervo [servum, también traducible por ‘esclavo’] antes que aquel otro, considerado desde un punto de vista absoluto, no puede decirse que sea natural, sino en virtud de la utilidad que de ello se sigue, es decir, en cuanto es útil a este hombre el ser gobernado por uno más sabio, y a aquél le es útil que sea ayudado por éste, como se dice en el primer libro de la Política. Por tanto, la servidumbre [servitus, también traducible por ‘esclavitud’], que pertenece al derecho de gentes, es natural en virtud del segundo modo, en ningún caso en virtud del primero.
Tomás de Aquino, Summa Theologiae II II 57, 3 ad 2.

Los neotomistas españoles de los siglos XVI y XVII, muchos de ellos jesuitas, continuaban con argumentos similares, que justificaban el tráfico y posesión de esclavos (Antonio Diana, Tomás Sánchez de Ávila, Luis de Molina, Fernando Robello, Diego Avendaño). La opinión de Luis de Molina era más matizada, puesto que consideraba que la mayor parte de los reducidos a esclavitud lo habían sido injustamente, aun admitiendo los argumentos tradicionales favorables a la esclavitud; no obstante, tranquiliza la conciencia de los propietarios mientras no tengan pruebas de que sus esclavos fueron injustamente esclavizados.
En la Inglaterra de finales del siglo XVII, Locke, un racionalista liberal, reproduce la justificación tradicional de la esclavitud como alternativa a la muerte que está en la mano dar por un conquistador:

Sin duda, si por su falta hubiere perdido el derecho a la propia vida mediante algún acto merecedor de muerte, el beneficiario de tal pérdida podrá, cuando le tuviere en su poder, dilatar la ejecución de muerte, y usarle para su propio servicio; mas no le causa con ello daño. Porque siempre que el tal sintiere que las asperezas de su esclavitud sobrepasan el valor de su vida, en su poder está, con resistencia a la voluntad de su dueño, ocasionarse la muerte que desea.
Esta es la condición perfecta de la esclavitud, la cual no en otra cosa consiste que en un estado de guerra continuado entre un conquistador legal y un cautivo, pues apenas establecieran entre sí un convenio, y llegaran a un acuerdo de poder limitado, por una parte, y obediencia por la otra, el estado de guerra y esclavitud cesaría por toda la duración del pacto; porque, como ya fue dicho, nadie puede por convenio traspasar a otro, lo que él mismo no tiene de suyo: el poder sobre su propia vida.
John Locke, Ensayo sobre el gobierno civil, cap. IV De la esclavitud, párrafos 22 y 23.

### Proesclavismo político en el Sur de Estados Unidos

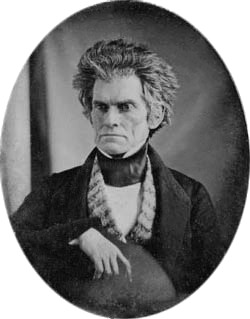
John Calhoun.

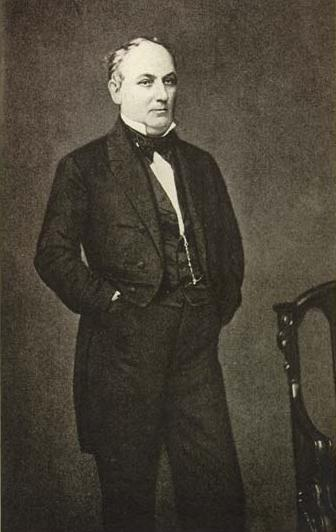
James Hammond.

La ideología proesclavista fue especialmente importante en Estados Unidos entre 1789 y 1849, en el período previo a la guerra de Secesión; donde los interesados en defender el "modo de vida del Sur" (Dixie) se vieron obligados a reaccionar al movimiento antiesclavista. Con anterioridad no había en la práctica una necesidad de defensa para una actividad que se había producido sin oposición destacable en todo el mundo hasta mediados del siglo XVIII (con la Ilustración y con algunos movimientos religiosos —cuáqueros—). Solamente a comienzos del siglo XIX, el movimiento abolicionista pasó a ser preocupante para los intereses esclavistas, a medida que el Reino Unido y otros países iban limitando el tráfico internacional de esclavos y establecían legislaciones abolicionistas.
A partir de la Independencia de los Estados Unidos, la esclavitud se convirtió en un tema de debate. En la primera década del siglo XIX, los estados del Norte fueron aprobando sucesivamente legislaciones emancipadoras, mientras que en los estados del Sur se rechazaban. Hacia 1810, el 75 % de los esclavos del Norte habían sido librados, y virtualmente todos en la siguiente generación. Los argumentos antiesclavistas, además de filosóficos y morales, eran económicos y sociales, al destacar su ineficiencia (especialmente en las zonas donde prevalecieron). Incluso en un estado sudista y esclavista como Virginia, en la coyuntra de 1783 a 1812, que implicó un parcial abandono del cultivo del tabaco en favor de otros menos intensivos, se produjeron liberaciones de esclavos en una escala que no se volvió a presenciar hasta 1865. Las razones económicas para ello desaparecieron en las décadas centrales del siglo, cuando la demanda internacional de azúcar y algodón creció, y la compra de Luisiana abrió vastos nuevos territorios ideales para la economía de plantación. El incremento del número de esclavos y la cada vez mayor singularidad de su situación en el panorama internacional generaron cada vez más críticas al esclavismo del Sur, lo que obligó a respuestas pro-esclavistas cada vez mejor articuladas.
Discursos como el famoso Mudsill Speech (‘discurso del barro’) de James Henry Hammond en 1858, y el de John C. Calhoun en el Senado de Estados Unidos en 1837, articularon los argumentos políticos pro-esclavistas de la fase que puede calificarse de madurez del movimiento (desde finales de la década de 1830 al comienzo de la de 1860). Estos teóricos dieron cuerpo a los puntos de vista y a la sensibilidad de clase de una parte sustancial de la sociedad sureña. Partían del hecho de que la base de la mayor parte de las sociedades históricas era la existencia de una clase de desposeídos de la tierra, que presentaban como inherentemente transitoria y fácilmente manipulable, lo que la convertía en una fuerza desestabilizadora de la economía, la sociedad, el gobierno y el desarrollo pacífico y armonioso de las leyes: la mayor amenaza a la democracia. La desigualdad humana era vista como una constante evidente, que se expresaba en la mudsill theory de Hammond (un rico propietario sureño): el mudsill ("barro"), como cimiento, soporta al edificio. A los no-blancos, cuya disposición natural para los trabajos inferiores se daba por cierta (cuestión presente pero no central, ya que el componente racista es solamente una parte de esta argumentación, fundamentalmente sociopolítica), no se les debía permitir la participación en la sociedad democrática, sino solo a los blancos, elevados a la categoría de «ciudadanos», que así podían dedicarse a tareas más elevadas, que hacen avanzar a la civilización. Cualquier esfuerzo por igualar a razas o clases iría, por tanto, en contra de la propia civilización y del bien común de la sociedad en su conjunto, puesto que la desigualdad social, y concretamente la esclavitud, se entienden como necesarias para el bien común de todos: tanto de esclavos como de propietarios. Estos argumentos estaban también presentes en la retórica de los políticos del Partido Demócrata como Calhoun.

### El «partido negrero» español
Los intereses de los traficantes de esclavos (actividad que pronto quedó fuera de la ley, pero que se mantenía clandestinamente) y de los propietarios de esclavos de las Antillas españolas fueron defendidos a lo largo del siglo XIX con gran eficacia por lo que se ha denominado historiográficamente como partido negrero, que en vez de actuar como un partido político lo hacía como un grupo de presión. Entre ellos destacaron personalidades tan notables como Antonio López y López (ennoblecido con el título de marqués de Comillas), Francisco Romero Robledo o los hermanos Cánovas del Castillo (José Cánovas del Castillo y Antonio Cánovas del Castillo —el líder conservador—), muchos de ellos «indianos» (es decir, retornados a la Península tras enriquecerse en América).

## Esclavos en alquiler o a jornal

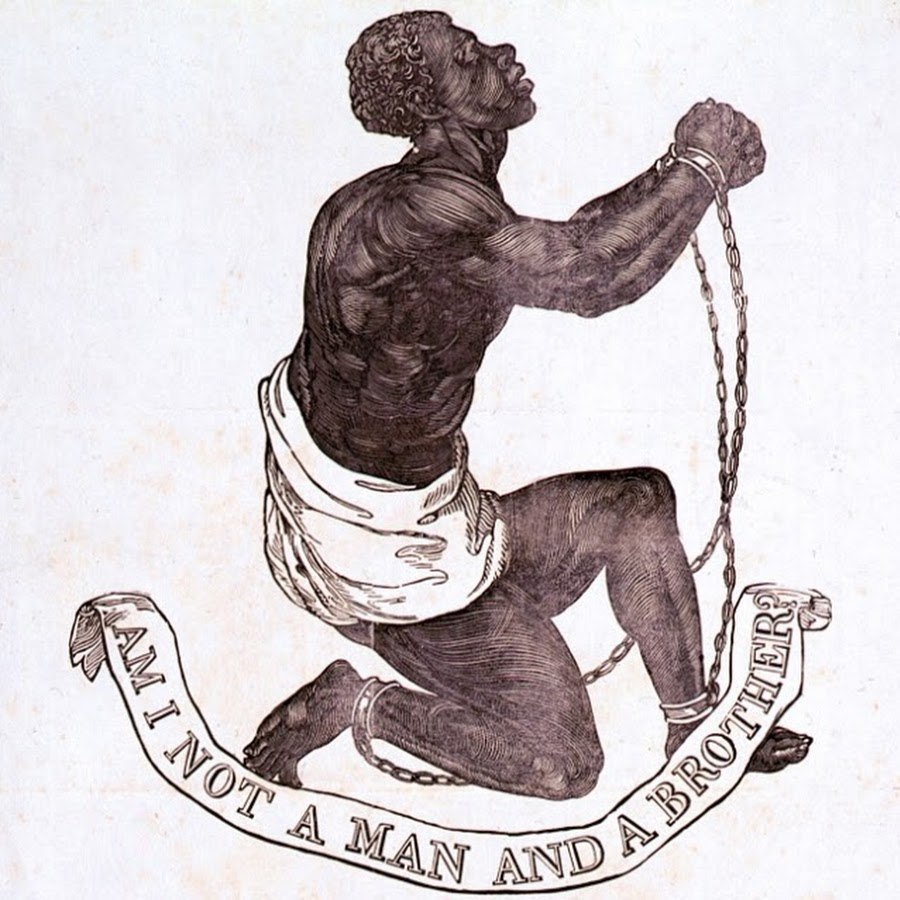
Medallón oficial de la Sociedad Británica Antiesclavitud

El alquiler de esclavos fue una institución que tuvo considerable desarrollo tanto en la antigüedad como en el mundo moderno y colonial, implicando un sistema transicional de un modo de producción a otro, al ser forma intermedia entre la esclavitud absoluta y otras formas de trabajo feudal o capitalista.
Si en el mundo antiguo estuvo asignada su aplicación al afán de lucro y la necesidad de aumentar la productividad del trabajo del esclavo por la consiguiente decadencia en la producción general, en el mundo moderno no habría sido muy diferente, debiendo expandirse su aplicación con la decadencia de la misma esclavitud, especialmente cuando una potencia esclavista como Inglaterra se convertía en campeona de la liberación de la esclavitud al considerarla onerosa e improductiva frente a las crecientes relaciones salariales emergentes de la revolución industrial.
Para el mundo moderno, posteriormente a la conquista de América, los usos y costumbres diferenciaron el trato a los esclavos negros en las colonias españolas y portuguesas de las colonias inglesas, siendo en las primeras más humano y benigno que en las segundas, debido a la legislación existente en las metrópolis, a diversas concepciones sobre la esclavitud, e incluso, a los diferentes tipos de producción en que era empleado el esclavo.
En la península ibérica el negro encontró un marco legal y moral respecto a la esclavitud, debido a la experiencia aportada por la reconquista cristiana católica frente al Islam. La larga tradición derivada del Código de Justiniano encontraría una acabada elaboración y continuación en las Siete Partidas de Alfonso X el Sabio.
Como tal legislación fue transferida a América, rigió en todas las cuestiones atinentes a la esclavitud negra. Debido a la importante influencia cristiana católica sobre la igualdad de todos los hombres ante Dios, las leyes favorecían la manumisión, alentando al amo a liberar a sus esclavos y a éstos a tratar de liberarse a través de los medios legales a su disposición.

Con frecuencia se alentaba a los esclavos a buscar trabajo en otras partes, con el fin de pasar a sus amos una parte fija de los salarios y guardarse para sí el resto. Quienes se vieron principalmente beneficiados con esta práctica fueron los artesanos diestros, albañiles, carpinteros, herreros, carreteros, sastres y músicos.
[…] el esclavo percibía un salario para sí mismo, después de haberle pagado al amo la parte que a éste le correspondía. Ciertas personas de Río de Janeiro (Brasil), por lo demás pobres, conseguían un medio de subsistencia por el hecho de poseer uno o más de esos esclavos, varones o mujeres, a los que se permitía contratarse.

En Buenos Aires y otras ciudades del Virreinato del Río de la Plata, la esclavitud no fue cruel, especialmente para aquellos negros que estaban dedicados al servicio doméstico. Recibían trato humanitario y tenían poco trabajo, lo cual redundaría en que muchos de ellos no buscaran ser liberados, prefiriendo permanecer cómodamente en casa de sus amos. En las ciudades desempeñaban la mayoría de las artes, profesiones y oficios, estando las casas de los españoles y criollos llenas de ellos, porque otorgaba nivel social y prestigio a sus amos poseer esclavos.
Un cronista de principios del siglo XIX tipificaba su concreción en estas tierras:

El deseo de mantener en pie, y sin trabajar, un pequeño capital, ha sugerido la idea de emplearlo con preferencia en comprar esclavos, y destinarlos a los oficios, para que con su trabajo recuperen algo más que el interés del fondo invertido en esta especulación; por semejante medio se han colmado de estas gentes mercenarias todas las tiendas públicas, y han retraído por consiguiente los justos deseos de los ciudadanos pobres de aplicar sus hijos a este género de industria.

Eduardo Saguier, estableció que en el Río de la Plata era de común existencia en las ciudades, tanto en la producción artesanal como en el servicio doméstico, una esclavitud estipendiaria, en la que los amos obligaban a sus esclavos a contribuir con un tributo llamado jornal, consistente en un gravamen individual pagado en moneda. Tal tributo obligaba al esclavo a alquilar su fuerza de trabajo fuera del dominio del amo, o también, a producir mercaderías para venderlas en el mercado colonial, el cual se enriquecía con una mayor oferta de mano de obra. El esclavo a jornal poseía derechos diferenciados respecto a otros tipos de esclavos.
En Córdoba, Argentina, si bien son pocos los casos encontrados documentalmente, parecen demostrativos de su existencia y concreción práctica, aunque no de su extensión en la sociedad. También parece relevante que en muchos casos no aparezcan claramente anotados los esclavos alquilados, como si fuera su institución algo propenso a ser ocultado, o al menos minimizado en una sociedad tradicionalmente jerárquica y estratificada como la cordobesa.
Las anotaciones en los conventos denotan que luego de la venta de esclavos, los jornales eran el segundo ingreso que poseían, aunque en muchas ocasiones no aparezcan debidas aclaraciones del tipo de trabajo desempeñado ni de quien lo desempeñaba. Además, las cifras de jornales consignadas allí estarían adulteradas, o serían meramente indicativas de la existencia de esclavos jornalizados, al representar montos mucho más bajos de lo probable.

## Abolicionismo

### Antecedentes

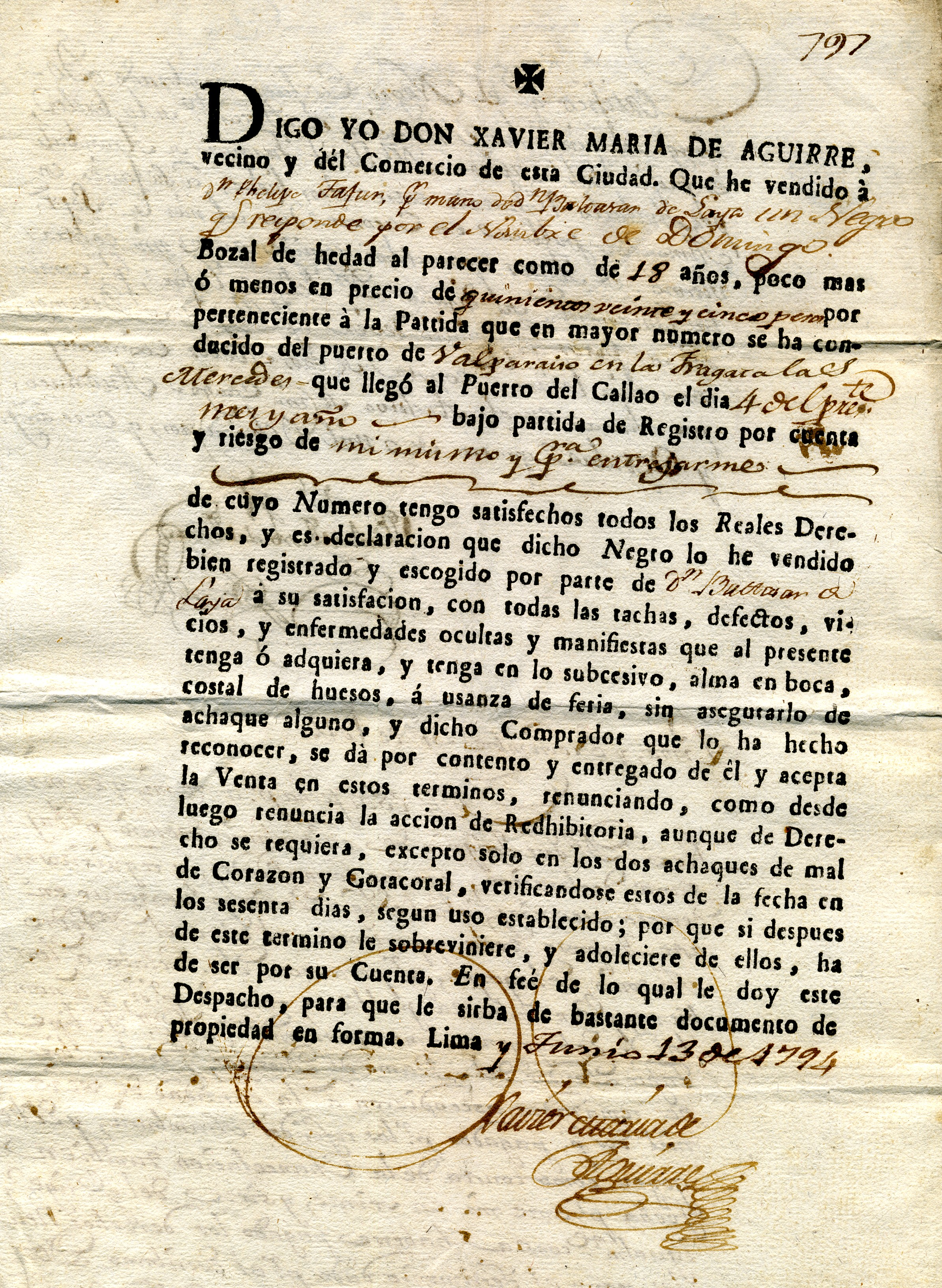
Contrato esclavista Lima, Perú, 13 de junio de 1794.

La primera persona en la historia de la humanidad en condenar la institución de la esclavitud fue Gregorio de Nisa; sus argumentos abolicionistas se adelantaron quince siglos a los de los abolicionistas modernos y han incluso sido considerados superiores a los de abolicionistas modernos como William Lloyd Garrison, Lydia Maria Child, y Harriet Beecher Stowe.
A partir del siglo XVIII, empiezan a ser importantes los movimientos abolicionistas de la esclavitud. Dos razones fundamentales existen para ello: el surgimiento de un nuevo orden filosófico y político a partir de las ideas de la Ilustración, que tienen su punto culminante en la Declaración de los Derechos del Hombre y del Ciudadano de 1789 en la Revolución francesa, y el surgimiento de un nuevo orden económico a partir de la Revolución industrial que se iniciara en Inglaterra, que hizo que el sistema esclavista fuera menos conveniente que el sistema de trabajo remunerado. De hecho existe una correlación directa entre industrialización y abolicionismo.
En la Francia revolucionaria, el 4 de febrero de 1794, bajo los Jacobinos, la Convención abolió la esclavitud, aunque esta disposición sería revocada años más tarde por Napoleón.
El movimiento abolicionista en el Reino Unido comienza a ser desarrollado por los cuáqueros y muy especialmente por la actuación de Thomas Clarkson quien en siete años recorrió 35 000 millas a caballo para dar a conocer los horrores del esclavismo. El hecho de que en 1831 se produjera en Jamaica la revuelta más importante en territorio Británico protagonizada por 20 000 esclavos liberados que quemaron más de cien plantaciones, convenció al gobierno británico de la imposibilidad de mantener el régimen.
En las nuevas naciones americanas la abolición, muchas veces precedida por la libertad de vientres, se produjo durante el proceso independentista, en algunos casos y en otros durante los primeros años de la independencia. El primer país en el que se abolió la esclavitud fue Haití en 1803.[cita requerida] En México fue Miguel Hidalgo, el 6 de diciembre de 1810, quien abolió la esclavitud mediante decreto —sin embargo, el decreto oficial se publicó el 15 de septiembre de 1829—. Le siguieron Chile en octubre de 1811, por bando del gobierno de José Miguel Carrera y oficial y definitivamente refrendado en la Constitución de 1823, y las Provincias Unidas del Río de la Plata en 1813 y de manera definitiva en 1853. Entre los últimos países en abolir la esclavitud se encuentran Cuba, bajo dominio español, en 1888, y Brasil en 1888. Las revoluciones cubanas contra el dominio español de finales del siglo XIX se sustentaron en gran medida en el lento proceso de abolición de la esclavitud realizado por las autoridades españolas.
La Convención sobre la Esclavitud, promovida por la Sociedad de Naciones y firmada el 25 de septiembre de 1926, entra en vigor desde el 9 de marzo de 1927. Termina oficialmente con la esclavitud y crea un mecanismo internacional para perseguir a quienes la practican. Las Naciones Unidas, como heredera de la Sociedad de Naciones, asume los compromisos de la Convención.

### Europa

#### España

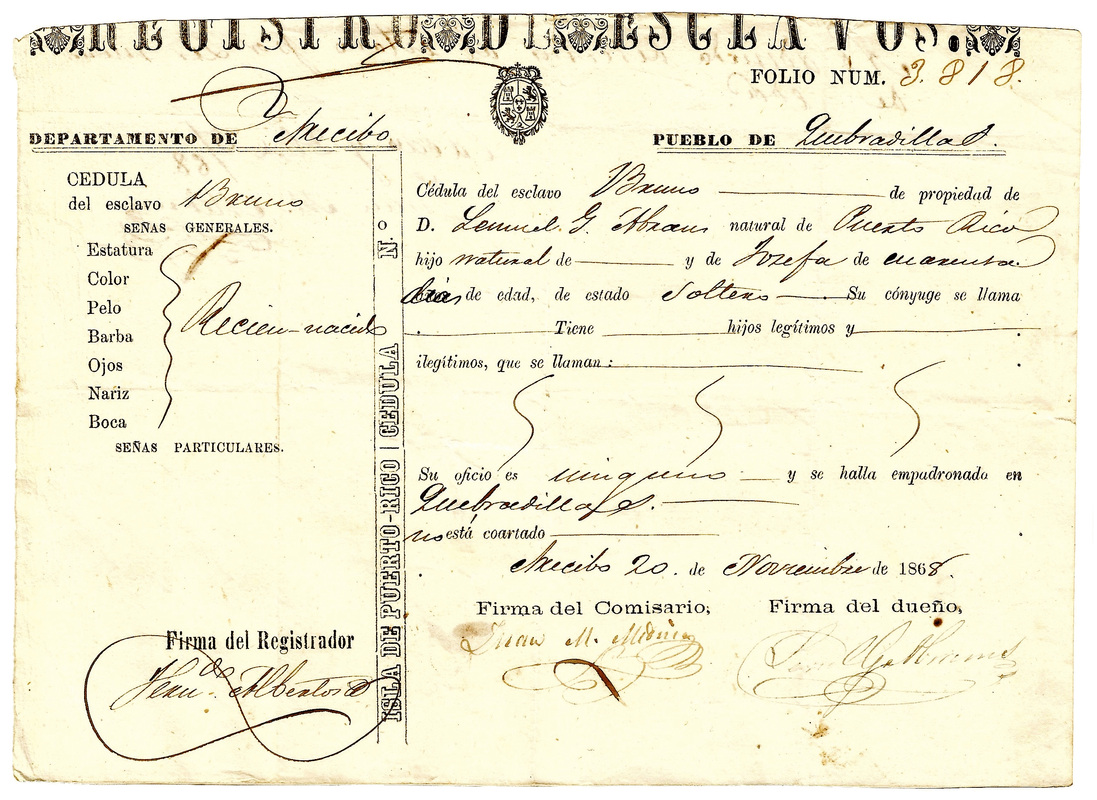
Registro de un esclavo recién nacido, de nombre Bruno, en Puerto Rico. Año 1868.

Las Siete Partidas, código legal de Alfonso X el Sabio de larga vigencia, afirman (IV, 23, 8) que la esclavitud es «la más vil cosa de este mundo» después del pecado; España suscribió en 1814 tratados bilaterales con Inglaterra (que trataba de influir en las reuniones internacionales, en este aspecto), en los que se prohibía el comercio de esclavos.
La abolición legal de la esclavitud en la España peninsular llegó en 1837 y excluía a los territorios de ultramar, dada la presión ejercida por la oligarquía de Cuba y Puerto Rico, que amenazaron con anexionarse a Estados Unidos. En la península ibérica la esclavitud había acabado, de hecho, con la liberación —por parte del embajador del sultán de Marruecos— de los esclavos musulmanes de Barcelona, Sevilla y Cádiz, mediante su compra en 1766.
En lo que respecta a las colonias en una fase que va desde principios del siglo XIX hasta 1860, solo defendieron la abolición la presión británica y algunas personalidades aisladas que no tuvieron éxito.
La presión inglesa logró la promulgación de la citada ley de 1837 de abolición de la esclavitud en la España metropolitana y las no respetadas leyes de prohibición del tráfico negrero de 1817 y 1835 y de persecución del mismo de 1845 y 1867. Tras la guerra de Secesión, Estados Unidos se sumó al Reino Unido en sus presiones abolicionistas sobre España.
El 2 de abril de 1865, se crea la Sociedad Abolicionista Española por iniciativa del hacendado puertorriqueño Julio Vizcarrondo, que se había trasladado a la península tras haber liberado a sus esclavos. El 10 de diciembre del mismo año funda su periódico El Abolicionista, que contaba con el apoyo de políticos que fraguaron la Revolución de 1868, «La Gloriosa» que destronó a Isabel II.
Como consecuencia de ello, siendo ministro de ultramar Segismundo Moret, se promulgó en 1870 una ley llamada de “libertad de vientres” que concedía la libertad a los futuros hijos de las esclavas y que irritó a los esclavistas. En 1872 el gobierno de Ruiz Zorrilla elaboró un proyecto de ley de abolición de la esclavitud en Puerto Rico.
Contra este proyecto se desató una feroz oposición. Para coordinar la acción opositora se crearon en varias ciudades, como Madrid, Santander, Cádiz o Barcelona, Círculos Hispano Ultramarinos de ex residentes de las Antillas y se impulsó también la constitución en varias ciudades de la «Liga Nacional» antiabolicionista. Instigaron plantes de la nobleza al rey Amadeo de Saboya, conspiraciones, campañas de prensa y manifestaciones callejeras, como la del 11 de diciembre en Madrid, que tuvo como réplica la que organizó en esta ciudad la Sociedad Abolicionista Española el 10 de enero de 1873. Tal crispación se explica, pues se veía en la liberación de los 31 000 esclavos de origen africano en Puerto Rico un temido preámbulo de la liberación de los casi 400 000 esclavos cubanos.
Precisamente, la oposición a este proyecto de ley abolicionista fue uno de los elementos más visibles, en la prensa conservadora, de crítica al rey Amadeo, reprochándole que no se enfrentase de forma dudosamente constitucional a un Parlamento dominado por una alianza, en esta cuestión, de monárquico-progresistas (como el mismo jefe de Gobierno Ruiz Zorrilla) y de republicanos (como Castelar o Pi Margall). Según el Diario de Barcelona, el 7 de febrero de 1873 se hubiese producido un golpe militar si el rey lo hubiera legitimado con su apoyo. En su lugar, Amadeo ratificó la orden del gobierno de disolver el arma de artillería. A continuación, abdicó el 11 de febrero.
La ley por la que se abolía la esclavitud en Puerto Rico fue finalmente aprobada el 25 de marzo de 1873, un mes después de la abdicación del rey y de haberse votado la proclamación de la Primera República Española. En 1877, el historiador cubano José Antonio Saco termina de imprimir su monumental Historia de la esclavitud desde los tiempos más remotos hasta nuestros días (París, 1875-1877, 4 vols.). Pero Cuba tuvo que esperar siete años más que Puerto Rico, ya que la definitiva abolición no llegó hasta el 17 de febrero de 1880, ya en el reinado de Alfonso XII.

#### Imperio británico
En el Imperio británico sucesivas medidas legislativas (1807, 1827, 1833 y 1834) prohíben primero la trata y posteriormente declaran abolida la esclavitud. El gobierno inglés, para compensar por el costo de la liberación de los esclavos, tuvo que endeudarse £20 millones en 1834 —equivalente a 17,000 millones de libras esterlinas de 2020— deuda que según algunos el pueblo inglés siguió pagando por generaciones hasta 2015, y según otros aún no han terminado los contribuyentes de impuestos de pagar la deuda, sino que en 2020 siguen pagando £350 000 por año, y lo seguirán pagando por el futuro previsible.
La mayoría de los países europeos, en muchos casos bajo presión británica, hacen lo propio entre 1830 y 1860.
Emplearon los ingleses unos 30 barcos y 1000 personas para reprimir el tráfico negrero de las otras naciones entre los años 1808 y 1870.

### América

#### Argentina
La Asamblea del Año XIII de las Provincias Unidas del Río de la Plata dictó la libertad de vientres el 31 de enero de 1813, de manera que los hijos de una mujer esclava nacían libres:

SIENDO tan desdoroso, como ultrajante à la humanidad, el que en los mismos pueblos, que con tanto tesón y esfuerzo caminan hacia su libertad, permanezcan por más tiempo en la esclavitud los niños que nacen en todo el territorio de la provincias unidas del Río de la Plata, sean considerados y tenidos por libres, todos los que en dicho territorio hubiesen nacido desde el 31 de enero de 1813 inclusive en adelante, día consagrado a la libertad por la feliz instalación de la Asamblea general, bajo las reglas y disposiciones que al efecto decretará la Asamblea general constituyente.-

A partir del 1 de mayo de 1853 en que entró en vigencia la Constitución de la Confederación Argentina, quedó abolida definitivamente la esclavitud. En su artículo 15 decía:

Artículo 15: En la Confederación Argentina no hay esclavos; los pocos que hoy existen quedan libres desde la jura de esta Constitución, y una ley especial reglará las indemnizaciones a que dé lugar esta declaración. Todo contrato de compra y venta de personas es un crimen del que serán responsables los que lo celebrasen, y el escribano o funcionario que lo autorice.

Al incorporarse el Estado de Buenos Aires en 1860, se agregó este párrafo final:

Y los esclavos que de cualquier modo se introduzcan quedan libres por el solo hecho de pisar el territorio de la República.

#### Brasil
La primera ley abolicionista de Brasil, La Ley de Vientre Libre, fue promulgada el 28 de septiembre de 1871 por el gabinete del Vizconde de Rio Branco. Esta ley dio la libertad a los hijos de esclavos nacidos a partir de esa fecha, aunque los mismos continuaban bajo la tutela de sus dueños hasta cumplir los 21 años de edad.
En 1880, Joaquim Nabuco y José de Patrocínio crean la Sociedade Brasileira Contra a Escravidāo que será el primer paso para el desarrollo de una fuerte campaña abolicionista a la cual se sumarán abogados, intelectuales, periodistas y la Iglesia Positivista de Brasil entre otros. Cabe destacar la actuación del ex esclavo y abogado Luis Gama, uno de los héroes de la causa abolicionista.
En 1885, debido a la presión ejercida por la opinión pública y la posición abolicionista europea se promulga la Ley Saraiva-Cotegipe (conocida como Ley de los Sexagenarios) que daba la libertad a los esclavos con más de 60 años.
Por fin, un 13 de mayo de 1888, el Gobierno Imperial, a través de la Princesa Isabel, firmó la llamada Ley Áurea, que abolió la esclavitud en Brasil.

#### Canadá
Un pequeño número de personas africanas fueron llevadas por la fuerza como esclavas a Nueva Francia, Acadia y la posterior Norteamérica británica durante el siglo XVII. Aquellos en Canadá provenían de las colonias británicas en lo que hoy es Estados Unidos, ya que ningún cargamento de mercancías humanas fue hacia Canadá directamente desde África. Se cree que el número de esclavos en Nueva Francia fue de cientos. Eran sirvientes de la casa y trabajadores agrícolas. No había grandes plantaciones en Canadá y, por lo tanto, no había grandes fuerzas de trabajo esclavo como las que existían en la mayoría de las colonias europeas en el sur de América, desde Virginia hasta las Indias Occidentales y Brasil.
La esclavitud en Canadá fue legal hasta la declaración de la Ley de Abolición de la Esclavitud de 1833.

#### Centroamérica
El 24 de abril de 1824 las Provincias Unidas de Centroamérica (Costa Rica, El Salvador, Guatemala, Honduras y Nicaragua) abolieron la esclavitud en su territorio mediante los «Decretos sobre la libertad». Al desintegrarse la Federación años después, la abolición se preservaría en todos estos países.

#### Chile
En Chile en 1780 se planteó la abolición de la esclavitud en la fallida conspiración de los tres Antonios. Convocado el 4 de julio de 1811, el primer Congreso Nacional estableció el 15 de octubre siguiente, por iniciativa del congresista Manuel de Salas, la «libertad de vientres» —que consistió en declarar libres a los hijos de esclavos que nacieran a partir de ese instante en el país; asimismo, se declararon sus vientres «igualmente libres» para evitar acciones fraudulentas, como la venta de las madres en el extranjero—; además, el bando agregó que todos los esclavos que permanecieran más de seis meses en el territorio o que estuviesen de paso quedaban libres.
En 1818, y a consecuencia de la participación de batallones de esclavos negros entre las victoriosas fuerzas patriotas pertenecientes al Ejército Libertador de los generales José de San Martín y Bernardo O'Higgins, se les prometió la libertad total.
En 1823, José Miguel Infante presentó en el Congreso un proyecto de ley que propuso la abolición total de la esclavitud —entonces, Chile contaba con aproximadamente entre 3000 y 5000 esclavos negros y pardos—. La nueva ley, aprobada el 24 de julio de dicho año, señalaba que eran libres todos aquellos nacidos desde 1811 en adelante, y sus descendientes.
Finalmente, bajo el gobierno del director supremo Ramón Freire, se abolió la esclavitud de manera definitiva en diciembre de 1823 por medio de la Constitución de ese año, que recogía las ideas de Infante:

Artículo 8.°

En Chile no hay esclavos: el que pise su territorio por un día natural será libre. El que tenga este comercio no puede habitar aquí más de un mes, ni naturalizarse jamás.

De esta forma, Chile se convirtió en el segundo país del mundo, tras Dinamarca (1792), y el primero de Hispanoamérica en hacerlo oficialmente.
La actual Constitución de 1980, en su artículo 19.º, también rinde tributo a Infante en su redacción:

Artículo 19.º: La Constitución asegura a todas las personas:

[...] 2.º.- [...] En Chile no hay esclavos y el que pise su territorio queda libre.

#### Colombia
En 1810, durante la creación del efímero Estado de Cartagena, se prohibió totalmente la trata y comercio de esclavos negros. En 1816, Simón Bolívar promovió el enrolamiento de esclavos al ejército independentista con la promesa de libertad casi inmediata, pero no fue hasta el Congreso Constituyente de 1821 que se inició un proceso político serio en búsqueda de la abolición de la esclavitud. Por iniciativa de José Félix de Restrepo se promovió la libertad de vientres, obligando también a los esclavistas a vestir y alimentar a los hijos libertos. La Constitución de 1821 en los artículos 1 y 15 reza:

Serán libres los hijos de las esclavas que nazcan desde el día de la publicación de esta ley en las capitales de provincia, y como tales se inscribirán sus nombres en los registros cívicos de las municipalidades y en los libros parroquiales.

Se declaran perpetua e irrevocablemente libres todos los esclavos y partos de esclavas que habiendo obtenido su libertad en fuerza de leyes y decretos de los diferentes gobiernos republicanos, fueron después reducidos nuevamente a la esclavitud por el gobierno español. Los jueces respectivos declararán la libertad, acreditándose debidamente.

En 1823, se declaró la total prohibición del comercio de esclavos. Finalmente, luego de dificultades y violaciones a la iniciativa, el 21 de mayo de 1851 se decretó la libertad de los esclavos a partir del 1 de enero de 1852, comprometiendo al Estado a pagar a los propietarios una indemnización a través de bonos.

#### Cuba

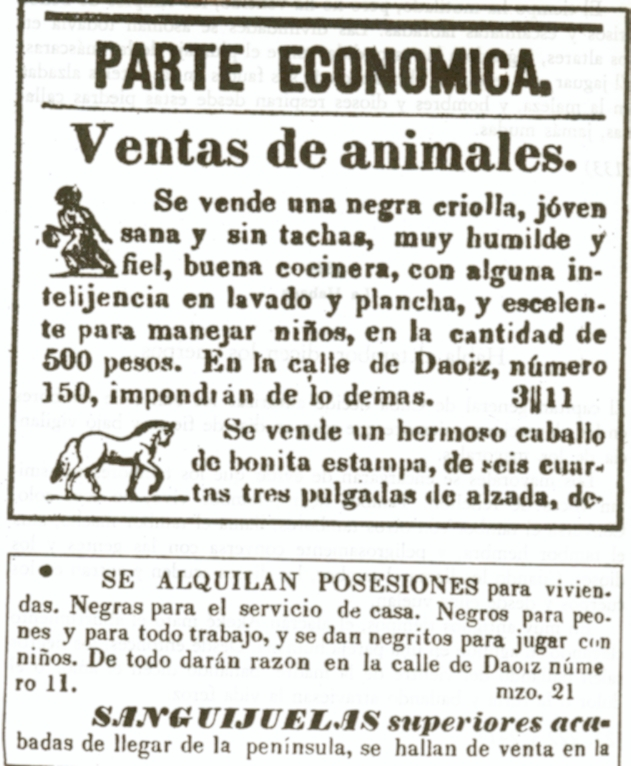
Anuncios publicado en la prensa de La Habana, en 1839. En la misma sección se venden esclavos, caballos y sanguijuelas.

El que la isla y gran parte de las Antillas Españolas no se independizaran hasta el fin del siglo XIX, significó que, por un lado, se atrasase la abolición y, por otro, que parte de la iniciativa vino desde abolicionistas de España. En 1868, el revolucionario Carlos Manuel de Céspedes proclama: "Cuba libre es incompatible con Cuba esclavista".
En 1880, las Cortes españolas aprueban la ley de «Patronatos», aunque sea llamada la Ley de Abolición de la esclavitud en Cuba, que fue firmada por el propio Rey Alfonso XII, pero deja pendiente el problema. La Reina Regente María Cristina firmó en 1886 una Orden Real que puso fin a los Patronatos, acabando con la esclavitud en Cuba.

#### Ecuador
Abolida la degradante esclavitud que reduce al hombre a la vil condición de mercancía, cuenta la República con una multitud de ecuatorianos capaces de contribuir a su adelantamiento con el trabajo libre, que es el más productivo, con el ejercicio de sus dotes intelectuales y con la posibilidad de colocarse en el rango de ciudadanos. Al devolver a tantos seres los derechos que les habrá concedido la naturaleza, ha ganado la República, y ha hecho por su parte una inapreciable conquista en los fueros de la humanidad.

#### Estados Unidos

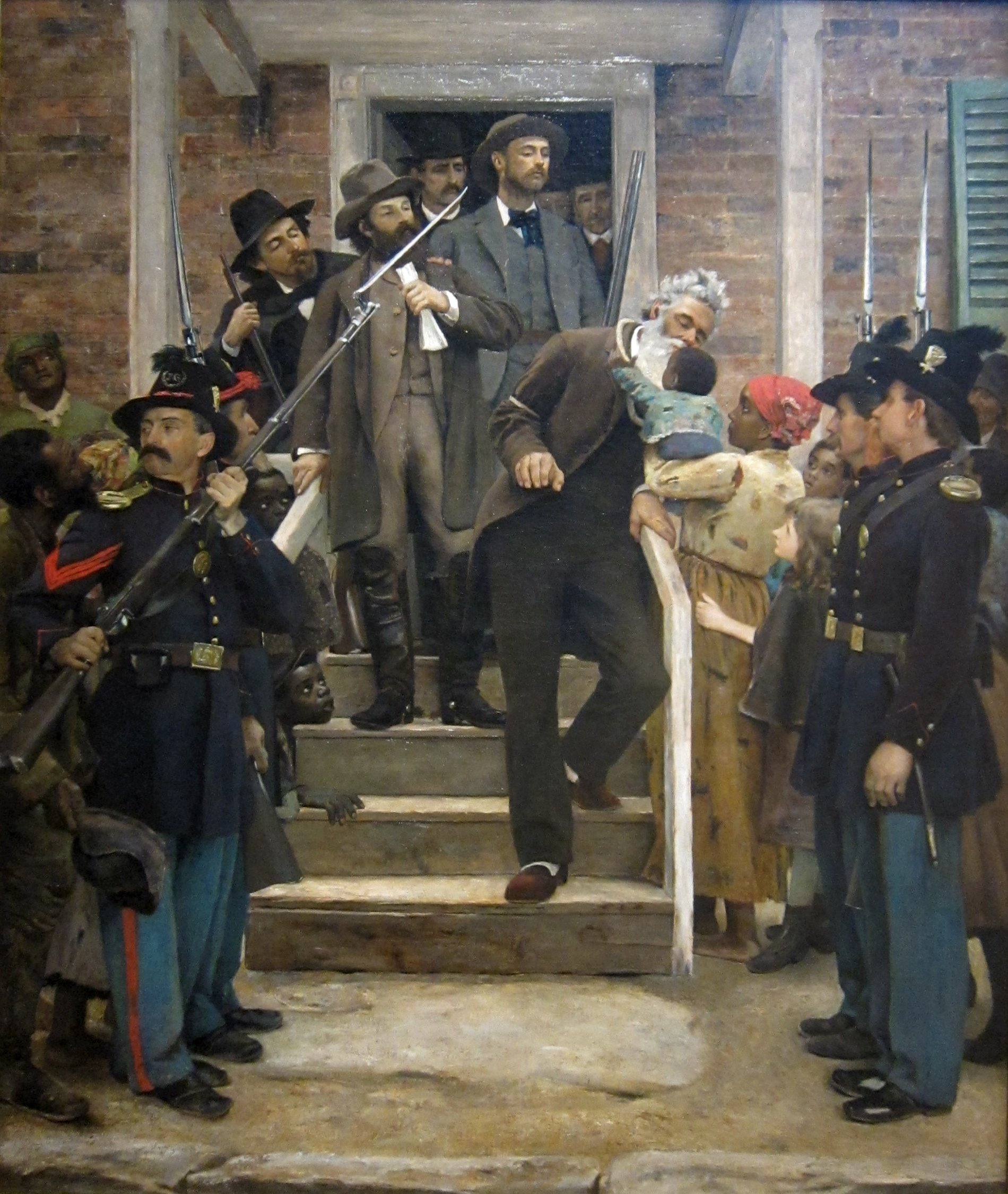
John Brown

La tradición liberal de algunos estados del norte de los Estados Unidos ofrecía un terreno propicio a los abolicionistas. Las medidas abolicionistas comenzaron siendo locales. La motivación económica era fundamental para estar a favor o en contra de la trata de negros. Las rivalidades económicas aumentaban la oposición entre el Norte y el Sur.
Los movimientos humanistas y los religiosos protestantes, la influencia de teóricos ingleses como William Wilberforce o Robert Owen y, las nuevas teorías sociales derivadas de la literatura romántica, tuvieron una influencia fundamental en las ideas antiesclavitud de los norteños.
La esclavitud en Estados Unidos se fue reduciendo de a poco y los independentistas creían que iba a desaparecer. Una ordenanza de 1787 prohibía la propagación de la esclavitud hacia el noroeste. En 1793, aparecía la máquina desgranadora de algodón. En 1808, se prohibía la trata y se impedía la entrada de nuevos esclavos negros. Esto llevó a muchas peleas intestinas porque los plantadores del sur no estaban dispuestos a arriesgar la economía de esa región. Se discutía si el poder federal debía respetar las tradiciones de los estados viejos y si tenía el derecho de prohibir la entrada de nuevos esclavos en sus territorios.
En los viejos estados del litoral, como Virginia, Delaware o Maryland el número de esclavos aumentaba. En los territorios nuevos, con las grandes plantaciones de tipo industrial, de algodón o caña de azúcar, las condiciones de los esclavos eran cada vez peores.
A comienzos del siglo XIX, la plantación patriarcal típica de Virginia tendía a desaparecer. Lo que más proliferaban eran las pequeñas plantaciones explotadas por los blancos pobres. La esclavitud se extendía cada vez más en condiciones miserables y contrarias a los pensamientos de los hombres del norte y el oeste. Permitir la entrada de nuevos estados generaba desestabilización. En 1818 ya había 11 estados que no aceptaban la esclavitud, mientras que 10 estados sí tenían esclavos. El estado de Misuri solicitaba ser aceptado como Estado de la Unión pero era un estado esclavista y esto traía un desequilibrio político. Los estados del norte solo lo aceptaron después de que ingresara también el estado de Maine que no toleraba la esclavitud.
También se prohibió la esclavitud en la parte norte de Luisiana.
En 1831, una revuelta de esclavos había generado matanzas en Virginia. En 1831, los extremistas de William Lloyd Garrison exigían la abolición inmediata de toda forma de esclavitud en todo el territorio de la Unión. En 1848, llegaron contingentes de inmigrantes europeos con la oleada revolucionaria que acabó con la Europa de la Restauración y el predominio del absolutismo en el continente europeo. Estos inmigrantes traían ideas contrarias a la esclavitud.
Texas no tuvo problemas en incorporarse pero la cesión de territorios por parte del estado de México generó dificultades ya que si lo aceptaban, iba a haber mayor cantidad de estados esclavistas que de adversarios de la esclavitud.
Eso exacerbó las disputas internas, en especial en el caso del estado de California que cortaba en dos la Línea Mason-Dixon, que separaba el norte abolicionista del sur esclavista. Finalmente California logró la entrada como Estado de la Unión como estado sin esclavos, al igual que Nuevo México, que estaba al sur. Con el Convenio de Clay en 1850 se reconocía a los estados esclavistas el derecho de penetrar en los estados abolicionistas para buscar a los esclavos fugitivos que se hubieran escondido allí. Esto generó muchísimos incidentes y los estados del norte protestaron cuando los del sur lograron que se votase que los nuevos estados, independientemente de su posición geográfica, debían decidir en el momento de su ingreso a la Unión su aceptación o rechazo hacia la esclavitud. Las diferencias de criterios generaban verdaderos conflictos que, a su vez, eran estimulados con armas y dinero.
La crisis económica de 1857 acrecentó la oposición entre los estados del norte y los del sur. Los del sur pretendían vender sus materias primas cosechadas por esclavos pero los del norte estaban interesados en la industrialización y no en el trabajo esclavo. El conflicto entre proteccionistas y librecambistas acentuó las disputas. En 1859, el abolicionista John Brown sublevó a los esclavos de Virginia luego de atacar el arsenal de Harper's Ferry, un depósito de municiones del ejército. Brown fue rápidamente capturado, juzgado y sentenciado a la horca. Tras su ejecución muchos habitantes del Norte lo aclamaron como mártir.
Los del sur, conducidos por Jefferson Davis tomaron posiciones extremistas también y produjeron la ruptura del Partido Demócrata de los Estados Unidos con lo cual permitieron la elección del candidato del Partido Republicano de los Estados Unidos, Abraham Lincoln, quien en su programa de gobierno proponía, además del proteccionismo, entre otras cosas, la abolición de la esclavitud. La esclavitud y la oposición a la misma fueron algunas de las causas de la llamada guerra de Secesión. En la guerra de Secesión los dos bandos enfrentados fueron las fuerzas de los estados del Norte (la Unión) contra los recién formados Estados Confederados de América, integrados por once estados del Sur que proclamaron su independencia. Finalmente el sur cayó derrotado.
La abolición de la esclavitud comenzó durante la guerra con medidas que la ordenaban en todo el territorio y en el distrito federal en 1862. Oficialmente, la Proclamación de Emancipación del 1 de enero de 1863, fue la declaración realizada por el presidente estadounidense Abraham Lincoln que anunció la libertad de todos los esclavos de los estados en rebeldía. La proclamación no nombra los estados esclavistas de Kentucky, Misuri, Maryland y Delaware, que nunca declararon su secesión, por lo que no liberó los esclavos de esos estados. Tennessee ya había vuelto al control de la Unión, por lo que también resultó exento. Virginia fue nombrada, pero se establecieron exenciones para los 48 condados que estaban en el proceso de creación de Virginia Occidental, así como otros 7 condados y 2 ciudades. Nueva Orleans fue específicamente exenta y 13 distritos de Luisiana, todos los cuales estaban ya mayormente bajo control federal en el momento de la proclamación. La Proclamación de Emancipación fue en su momento criticada por liberar únicamente los esclavos que se encontraban en territorio fuera del control de la Unión, es decir, aquellos para los que no iba a surtir efecto inmediato sino conforme avanzara la conquista de los estados rebeldes. Aunque la mayoría de los esclavos no fueron liberados inmediatamente, la proclamación de Lincoln liberó a miles de esclavos el mismo día en la que tuvo efecto en buena parte de nueve de los diez Estados en los que la orden era efectiva (la excepción fue el estado de Texas). En 1864, el presidente Abraham Lincoln fue reelecto y en 1865, la 13.ª enmienda de la Constitución decretaba la abolición de la esclavitud en todo el ámbito de la Unión.

#### Haití
En Haití, la esclavitud se abolió en 1803, convirtiéndose este en el primer país en el que se abolió la esclavitud en el continente.[cita requerida]

#### México
Miguel Hidalgo y Costilla consideró el problema de los esclavos como algo que había que «remediar en lo más urgente» y por decreto del 6 de diciembre de 1810 en la ciudad de Guadalajara (Jalisco) decretó la abolición de la esclavitud:

1. Que todos los dueños de esclavos deberán darles la libertad, dentro del término de diez días, so pena de muerte, la que se le aplicará por transgresión de este artículo.

2. Que cese para lo sucesivo la contribución de tributos respecto de las castas que lo pagaban y toda exacción que a los indios se les exija.

Sin embargo, este decreto no abolió oficialmente la esclavitud en la República Mexicana. El decreto oficial llegó el 15 de septiembre de 1829, durante el gobierno del presidente José María de Bocanegra. En el artículo 30.º del acta Constitutiva se declaró lo siguiente:

1. Queda abolida la esclavitud en la República.

2. Son por consiguiente libres los que hasta hoy se habían considerado como esclavos […].

A pesar de que formalmente en México la esclavitud estuvo prohibida, en vísperas de la revolución el ensayo periodístico México Bárbaro, escrito en 1908 por el periodista John Kenneth Turner, documentó el tráfico y venta de personas indígenas a gran escala en el interior de México durante el gobierno de Porfirio Díaz en lugares como Yucatán y Valle Nacional. Además, en 1835, la abolición de la esclavitud fue una de las principales causas de la Revolución de Texas.

#### Panamá y Colombia
En la Gran Colombia, la esclavitud fue abolida en 1851. Durante la presidencia de José Hilario López, el Congreso neogranadino decretó la abolición de la esclavitud mediante ley el 21 de mayo de 1851 en el artículo n.º 1 que, desde el 1 de enero de 1852, serían libres todos los esclavos que existían en el territorio de la República de la Nueva Granada que incluía los actuales países de Colombia y Panamá.

#### Perú
La esclavitud fue abolida por decreto del presidente Ramón Castilla el 3 de diciembre de 1854, en esta proclama que «restituye, sin condición alguna, la libertad de los esclavos y siervos libertos, cumpliendo solemnemente un deber de justicia nacional», se compra a los esclavos a nombre del Estado y se da la libertad. Este decreto sirvió para que de dos a tres mil esclavos se sumaran al ejército de Castilla que combatía contra José Rufino Echenique y fue decisivo en su triunfo en la batalla de La Palma, el 5 de enero de 1855. Cabe indicar que en tiempos del Virreinato del Perú, los esclavos podían comprar su libertad y la de sus hijos, deviniendo en negros horros o libertos.

#### Uruguay
En Uruguay, la abolición total e irrestricta de la esclavitud se consagró durante el gobierno del presidente Manuel Oribe en 1842.[cita requerida]

#### Venezuela

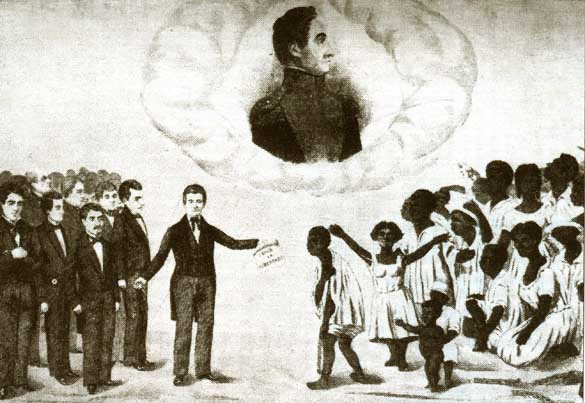
Promulgación de la Ley sobre libertad de los esclavos.

Durante la guerra de independencia los ejércitos españoles y republicanos ofrecían la libertad a los esclavos que se unieran a sus filas, a su vez la época de independencia vio algunas de las sublevaciones de esclavos más violentas en la historia del país. Simón Bolívar, decretó durante la expedición de los Cayos la abolición de la esclavitud en Venezuela, pero debido al fracaso de la expedición no llegó a mayores dicha medida. Fue en 1821 durante el Congreso de Cúcuta que se inició un proceso político serio en búsqueda de la abolición de la esclavitud, se promovió la libertad de vientres, obligando también a los esclavistas a vestir y alimentar a los hijos libertos. En los artículos 1 y 15 reza:
Serán libres los hijos de las esclavas que nazcan desde el día de la publicación de esta ley en las capitales de provincia, y como tales se inscribirán sus nombres en los registros cívicos de las municipalidades y en los libros parroquiales.
Se declaran perpetua e irrevocablemente libres todos los esclavos y partos de esclavas que habiendo obtenido su libertad en fuerza de leyes y decretos de los diferentes gobiernos republicanos, fueron después reducidos nuevamente a la esclavitud por el gobierno español. Los jueces respectivos declararán la libertad, acreditándose debidamente.
En 1823 se declaró la total prohibición del comercio de esclavos. La población esclava había ido reduciéndose paulatinamente hasta llegar en los años 1850 a ser una suma insignificante de la fuerza de trabajo. Durante la presidencia de José Gregorio Monagas se daría el paso final a la abolición de la esclavitud por la ley del Congreso de la República del 24 de marzo de 1854, el gobierno venezolano pagó a los dueños una cuota monetaria por cada esclavo, su primer artículo establece que queda abolida para siempre la esclavitud en Venezuela.
La actual Constitución de 1999, establece:
Artículo 54: "Ninguna persona podrá ser sometida a esclavitud o servidumbre".

## Situación actual
A pesar de la entrada en vigor de la Convención sobre la Esclavitud y de estar 'oficialmente prohibida' en casi todos los países, la esclavitud sigue existiendo en gran escala, tanto en sus formas tradicionales como en forma de 'nueva esclavitud'. Según un estudio publicado en el año 2000 podría haber unos 27 millones de esclavos en todo el mundo. En el estudio publicado por la Organización Internacional del Trabajo (OIT) en 2012 se estima en cerca de 20,9 millones, esto es, 3 de cada 1000 personas en el mundo son víctimas de trabajo forzado. Uno de los países que mantiene la esclavitud y la protege es Mauritania, contra cuyo gobierno se alzaron varias voces en 2005.
Asimismo, en muchos lugares del mundo siguen existiendo zonas donde hay gran cantidad de personas viviendo en un régimen de esclavitud similar a los de la antigüedad. Sobre todo en zonas donde las administraciones prácticamente no existen, no llegan fácilmente o no se oponen y luchan contra ella debido a la corrupción de los funcionarios que deben controlarla, como en la selva amazónica por ejemplo.
Según el Departamento de Estado de Estados Unidos, en la actualidad existen entre 90 000 y 300 000 personas esclavas en Sudán. Estos esclavos, hoy por hoy, son comprados y vendidos en mercados de esclavos modernos. En 1989, una mujer o un niño de la tribu dinka costaba unos 90 dólares. Varios meses después, el precio cayó hasta los 15 dólares, ya que la oferta era muy superior. Se les obliga a cambiar su religión y a convertirse al islam, se les cambian sus nombres por otros árabes y son forzados a hablar una lengua que no conocen. La organización humanitaria Christian Solidarity International lleva, desde 1995, comprando esclavos para liberarlos, pagando 50 dólares por cada uno.
Reflexionando sobre la relación entre esclavitud y capitalismo, el economista liberal Lester Thurow sostiene que:

Democracia y capitalismo parten de creencias muy diferentes sobre la adecuada distribución del poder. La primera se basa en la distribución equitativa del poder político, «un hombre, un voto», mientras que el capitalismo cree que es deber de los económicamente aptos expulsar a los no aptos fuera del negocio y eliminarlos. La «supervivencia del más apto» y las desigualdades en el poder de compra son la base de la eficiencia capitalista. Lo primero es el lucro personal y por tanto las empresas se hacen eficientes para enriquecerse. Para decirlo en su forma más cruda, el capitalismo es perfectamente compatible con la esclavitud, la democracia no.

En muchas partes del mundo se dan casos de esclavitud relacionada con la explotación sexual.

### Trata de personas
Trata de personas, tráfico de personas o comercio de personas es el comercio ilegal de personas con propósitos de esclavitud reproductiva, explotación sexual, trabajos forzados, tráfico de órganos, o cualquier forma moderna de esclavitud.